# فهرست آثار ملی استان تهران
از ۱٠ شهرستان استان تهران روی هم  ۹۷۶ اثر ثبت ملی شده است که ۳۹۲ اثر آن مربوط به شهر تهران است.

## اسلامشهر
| #  | نام                                    | تصویر          | قدمت             | تاریخ ثبت  | شمارهٔ ثبت     | موقعیت                                                                         | توضیحات     |
| -- | -------------------------------------- | -------------- | ---------------- | ---------- | ------------- | ------------------------------------------------------------------------------ | ----------- |
| ۱  | امامزاده عیسی                          | بارگذاری تصویر | قاجاریه          | ۱۳۸۸-۰۴-۲۷ | ۲۷۱۱۳         | شهرک واوان (میدان الغدیر)، بلوار ولی‌عصر، شهرک امامزاده عیسی                    | سایر منابع: |
| ۲  | امامزاده طاهر                          | بارگذاری تصویر | صفویه            | ۱۳۸۲-۱۱-۰۲ | ۱۰۸۰۵ (پیوند) | بخش چهاردانگه، در محوطه گورستان روستای چهاردانگه                               |             |
| ۳  | امامزاده عباس                          | بارگذاری تصویر | صفویه            | ۱۳۸۲-۱۱-۰۲ | ۱۰۸۰۶ (پیوند) | شهر چهاردانگه، جاده ساوه، شهرک صنعتی، خیابان شهید حمیدی                        | سایر منابع: |
| ۴  | تپه چیچکلو                             |                | تاریخی – اسلامی  | ۱۳۸۲-۱۱-۰۲ | ۱۰۸۰۲ (پیوند) | بخش مرکزی، روستای چیچکلو                                                       |             |
| ۵  | تپه ده عباس                            | بارگذاری تصویر | تاریخی – اسلامی  | ۱۳۸۲-۱۱-۰۲ | ۱۰۸۰۱ (پیوند) | بخش مرکزی، روستای ده عباس                                                      |             |
| ۶  | تپه سفید گلدسته                        | بارگذاری تصویر | تاریخی – اسلامی  | ۱۳۸۲-۱۱-۰۲ | ۱۰۸۰۴ (پیوند) | بخش چهار دانگه، روستای گلدسته                                                  |             |
| ۷  | تپه مافین‌آباد                          | بارگذاری تصویر | هزاره ۵ و ۴ ق. م | ۱۳۷۷-۱۲-۰۳ | ۲۲۳۵ (پیوند)  | جنوب شهرک قائمیه ۳۵°۳۱′۲۸″شمالی ۵۱°۱۳′۰۲″شرقی / ۳۵٫۵۲۴۴۱۱°شمالی ۵۱٫۲۱۷۳۵۰°شرقی |             |
| ۸  | تپه میمنت                              | بارگذاری تصویر | پیش از تاریخ     | ۱۳۷۹-۱۲-۲۵ | ۳۱۰۷ (پیوند)  | روستای میمنت                                                                   |             |
| ۹  | تپه نظام‌آباد                           |                | تاریخی – اسلامی  | ۱۳۸۲-۱۱-۰۲ | ۱۰۸۰۳ (پیوند) | بخش مرکزی، روستای نظام‌آباد                                                     |             |
| ۱۰ | تپه واوان                              |                | ساسانی           | ۱۳۷۶-۰۹-۱۶ | ۱۹۵۵ (پیوند)  | شهرک واوان ۳۵°۳۰′۰۶″شمالی ۵۱°۱۳′۴۱″شرقی / ۳۵٫۵۰۱۶۹۴°شمالی ۵۱٫۲۲۷۹۸۲°شرقی       |             |
| ۱۱ | یخچال ترشنبه                           |                | صفویه            | ۱۳۸۲-۱۱-۰۲ | ۱۰۸۰۷ (پیوند) | بخش چهار دانگه، روستای ترشنبه                                                  |             |
| ۱۲ | یخچال علی‌آباد (احمدآباد مستوفی)        | بارگذاری تصویر | قاجاریه          | ۱۳۸۲-۱۱-۰۲ | ۱۰۸۰۸ (پیوند) | روستای علی‌آباد (احمدآباد مستوفی)                                               |             |
| ۱۳ | امامزاده محمد                          | بارگذاری تصویر |                  |            |               | دهستان ده عباس، روستای ایرین                                                   | سایر منابع: |
| ۱۴ | امامزاده زکریا                         | بارگذاری تصویر |                  |            |               | شهر اسلامشهر، خیابان آیت‌الله کاشانی، روستای ایرین                              | سایر منابع: |
| ۱۵ | امامزاده ابراهیم                       | بارگذاری تصویر |                  |            |               | روستای نظام‌آباد، انتهای خیابان امام سجاد                                       | سایر منابع: |
| ۱۶ | امامزاده اسماعیل                       | بارگذاری تصویر |                  |            |               | روستای چیچکلو                                                                  | سایر منابع: |
| ۱۷ | امامزاده علی‌اکبر                       | بارگذاری تصویر |                  |            |               |                                                                                |             |
| ۱۸ | امامزاده عبدالله                       | بارگذاری تصویر |                  |            |               |                                                                                |             |
| ۱۹ | آب‌انبار روستای فیروز بهرام             | بارگذاری تصویر |                  |            |               |                                                                                |             |
| ۲۰ | یخچال و آسیاب آبی روستای جعفرآباد جنگل | بارگذاری تصویر |                  |            |               |                                                                                |             |
| ۲۱ | تپه نیک نیا شهرک واوان                 | بارگذاری تصویر |                  |            |               |                                                                                |             |

## پاکدشت
| #  | نام                         | تصویر          | قدمت                            | تاریخ ثبت  | شمارهٔ ثبت | موقعیت                                                  | توضیحات     |
| -- | --------------------------- | -------------- | ------------------------------- | ---------- | --------- | ------------------------------------------------------- | ----------- |
| ۱  | آب‌انبار حیدرآباد            | بارگذاری تصویر | اواخر قاجاریه – اوایل پهلوی     | ۱۳۸۲-۰۷-۰۱ | ۱۰۳۳۸     | بخش شریف‌آباد، روستای حیدرآباد                           |             |
| ۲  | آب‌انبار روستای فیلستان      | بارگذاری تصویر | پهلوی اول                       | ۱۳۸۲-۰۷-۰۱ | ۱۰۳۲۷     | بخش مرکزی، روستای فیلستان                               |             |
| ۳  | بقعه امامزاده ابراهیم       | بارگذاری تصویر | قاجار                           | ۱۳۸۲-۰۷-۰۱ | ۱۰۳۱۲     | بخش مرکزی، روستای ارمبویه                               |             |
| ۴  | بقعه امامزاده پنجعلی        | بارگذاری تصویر | صفویه                           | ۱۳۸۲-۰۷-۰۱ | ۱۰۳۱۴     | بخش مرکزی، روستای جیتو                                  |             |
| ۵  | بقعه امامزاده چهل دختر      | بارگذاری تصویر | اواخر صفوی                      | ۱۳۸۲-۰۷-۰۱ | ۱۰۳۱۱     | جنوب جمال آباد، ۷ کیلومتری جاده اصلی تهران ـ مشهد       | سایر منابع: |
| ۶  | بقعه امامزاده سید جلیل      | بارگذاری تصویر | صفوی                            | ۱۳۸۲-۰۷-۰۱ | ۱۰۳۱۰     | بخش مرکزی، روستای فیلستان                               |             |
| ۷  | بقعه امامزاده عبدالله       | بارگذاری تصویر | اواخر قاجاریه                   | ۱۳۸۲-۰۷-۰۱ | ۱۰۳۳۶     | ۶ کیلومتری جاده تهران - مشهد، جنوب روستای عباس‌آباد لرنی | سایر منابع: |
| ۸  | بقعه امامزاده عون           | بارگذاری تصویر | قاجار                           | ۱۳۸۲-۰۷-۰۱ | ۱۰۳۱۳     | بخش شریف‌آباد، روستای آفرین                              |             |
| ۹  | بقعه امامزاده موسی          | بارگذاری تصویر | صفویه                           | ۱۳۸۲-۰۷-۰۱ | ۱۰۳۳۷     | بخش شریف‌آباد، روستای خلیف‌آباد                           |             |
| ۱۰ | بقایای قلعه نصرت‌آباد        | بارگذاری تصویر | اسلامی                          | ۱۳۸۲-۰۷-۰۱ | ۱۰۳۲۹     | بخش شریف‌آباد، روستای کلین سادات                         |             |
| ۱۱ | بقعه ملای روستای یبر داغلان | بارگذاری تصویر | قاجار                           | ۱۳۸۲-۰۷-۰۱ | ۱۰۳۰۹     | بخش مرکزی، روستای یبر داغلان                            |             |
| ۱۲ | بنای تیله اربابی            | بارگذاری تصویر | اواخر قاجاریه – اوایل پهلوی     | ۱۳۸۲-۰۷-۰۱ | ۱۰۳۳۰     | بخش شریف‌آباد، روستای کلین سادات                         |             |
| ۱۳ | پل روستای جیتو              | بارگذاری تصویر | قاجاریه                         | ۱۳۸۲-۰۷-۰۱ | ۱۰۳۲۸     | بخش مرکزی، روستای جیتو                                  |             |
| ۱۴ | تپه تریاق قلعه              | بارگذاری تصویر | تاریخی – اسلامی                 | ۱۳۸۲-۰۷-۰۱ | ۱۰۳۳۲     | بخش مرکزی، روستای فیلستان                               |             |
| ۱۵ | تپه روستای آفرین            | بارگذاری تصویر | پیش از اسلام – اسلامی           | ۱۳۸۲-۰۷-۰۱ | ۱۰۳۲۲     | بخش شریف‌آباد، روستای آفرین                              |             |
| ۱۶ | تپه روستای حصار مهتر        |                | هزاره ۱ ق. م– قرون اولیه اسلامی | ۱۳۸۲-۰۷-۰۱ | ۱۰۳۲۳     | بخش شریف‌آباد، روستای حصار مهتر                          |             |
| ۱۷ | تپه روستای فرخ‌آباد          | بارگذاری تصویر | هزاره ۲ ق. م – صفویه            | ۱۳۸۲-۰۷-۰۱ | ۱۰۳۱۹     | بخش شریف‌آباد، روستای فرخ‌آباد                            |             |
| ۱۸ | تپه روستای قرمز تپه         | بارگذاری تصویر | ساسانی – اسلامی                 | ۱۳۸۲-۰۷-۰۱ | ۱۰۳۳۴     | بخش شریف‌آباد، روستای قرمزتپه                            |             |
| ۱۹ | تپه قلعه سرخ                | بارگذاری تصویر | تاریخی، اسلامی                  | ۱۳۸۲-۰۷-۰۱ | ۱۰۳۱۶     | بخش شریف‌آباد، روستای خلیف‌آباد                           |             |
| ۲۰ | تپه قلعه گبری               | بارگذاری تصویر | تاریخی – اسلامی                 | ۱۳۸۲-۰۷-۰۱ | ۱۰۳۱۸     | بخش مرکزی، روستای جیتو                                  |             |
| ۲۱ | تپه قلعه گبری               | بارگذاری تصویر | ساسانی – اسلامی                 | ۱۳۸۲-۰۷-۰۱ | ۱۰۳۲۰     | بخش شریف‌آباد، روستای کبود گنبد                          |             |
| ۲۲ | چال تپه                     | بارگذاری تصویر | تاریخی – اسلامی                 | ۱۳۸۲-۰۷-۰۱ | ۱۰۳۲۱     | بخش مرکزی، روستای قوهه سفلی                             |             |
| ۲۳ | کاخ ناصرالدین میرزا         | بارگذاری تصویر | قاجاریه                         | ۱۳۸۲-۰۷-۰۱ | ۱۰۳۳۳     | بخش شریف‌آباد، روستای جمال‌آباد                           |             |
| ۲۴ | کاروانسرای خاتون‌آباد        | بارگذاری تصویر | قاجاریه                         | ۱۳۸۲-۰۷-۰۱ | ۱۰۳۳۵     | بخش مرکزی، روستای خاتون‌آباد                             |             |
| ۲۵ | کاروانسرای روستای سرخ حصار  | بارگذاری تصویر | قاجاریه                         | ۱۳۸۲-۰۷-۰۱ | ۱۰۳۳۱     | بخش شریف‌آباد، روستای سرخ حصار                           |             |
| ۲۶ | کاروانسرای روستای کبود گنبد | بارگذاری تصویر | صفویه – اوایل قاجاریه           | ۱۳۸۲-۰۷-۰۱ | ۱۰۳۲۵     | بخش شریف‌آباد، روستای کبودگنبد                           |             |
| ۲۷ | کوره‌های آجرپزی خاتون‌آباد    | بارگذاری تصویر | قاجار – پهلوی                   | ۱۳۸۲-۰۷-۰۱ | ۱۰۳۱۵     | بخش مرکزی، روستای خاتون‌آباد                             |             |
| ۲۸ | محوطه تنگ یورد بولاغ        | بارگذاری تصویر | صفوی                            | ۱۳۸۲-۰۷-۰۱ | ۱۰۳۲۶     | بخش مرکزی، روستای توچال                                 |             |
| ۲۹ | مسجد قدیمی روستای حسین‌آباد  | بارگذاری تصویر | قاجاریه                         | ۱۳۸۲-۰۷-۰۱ | ۱۰۳۱۷     | بخش شریف‌آباد، روستای حسین‌آباد                           |             |
| ۳۰ | یخچال یبر داغلان            |                | پهلوی                           | ۱۳۸۷-۱۲-۱۸ | ۲۵۳۷۶     | شهر پاکدشت، شهرداری پاکدشت                              |             |
| ۳۱ | امامزاده محمد               | بارگذاری تصویر |                                 |            |           |                                                         |             |
| ۳۲ | بقعه امامزاده اولیاء        | بارگذاری تصویر |                                 |            |           | شهر پاکدشت، ۱۵۰ متری غرب روستای قوهه سفلی               | سایر منابع: |
| ۳۳ | بقعه امامزاده دو تن/شصت سر  | بارگذاری تصویر |                                 |            |           | روستای آفرین                                            |             |
| ۳۴ | تپه باستانی قلعه گبری       | بارگذاری تصویر |                                 |            |           | روستای محمودآباد                                        |             |
| ۳۵ | بقعه امامزاده حمزه و رضا    | بارگذاری تصویر |                                 |            |           | روستای خاتون‌آباد                                        | سایر منابع: |
| ۳۶ | بقعه امامزاده حسن           | بارگذاری تصویر |                                 |            |           | روستای یبرداغلان                                        | سایر منابع: |
| ۳۷ | بقعه امامزاده ملا/غفار      | بارگذاری تصویر |                                 |            |           |                                                         |             |

## تهران
```
۳۹۲ اثر از شهرستان تهران ثبت ملی شده است.
```

## دماوند
| #   | نام                                                             | تصویر          | قدمت                              | تاریخ ثبت  | شمارهٔ ثبت     | موقعیت | توضیحات     |
| --- | --------------------------------------------------------------- | -------------- | --------------------------------- | ---------- | ------------- | --- | ----------- |
| ۱   | اصلان تپه و قبرستان آن                                          | بارگذاری تصویر | ساسانی، اوائل اسلامی              | ۱۳۵۴-۰۹-۱۰ | ۱۱۲۶          | بخش مرکزی، روستای بومهن |             |
| ۲   | امامزادگان صدرالدین و بی‌بی خاتون                                | بارگذاری تصویر | قرن ۸ و ۹ ه‍.ق                      | ۱۳۸۲-۰۲-۰۹ | ۸۵۱۸          | روستای مومج |             |
| ۳   | امامزاده برهان‌الدین                                             | بارگذاری تصویر | صفویه – قاجاریه                   | ۱۳۸۴-۰۴-۳۰ | ۱۲۲۸۱         | بخش مرکزی، روستای ورونه |             |
| ۴   | امامزاده حمزه                                                   | بارگذاری تصویر | قرن ۵ و ۶ ه‍.ق                      | ۱۳۸۲-۰۲-۰۹ | ۸۵۱۳          | روستای مبارک‌آباد ۳۵°۲۱′۲۲″شمالی ۵۱°۱۶′۰۹″شرقی / ۳۵٫۳۵۶۰۲°شمالی ۵۱٫۲۶۹۲۳°شرقی                                                                | سایر منابع: |
| ۵   | امامزاده دو برار                                                | بارگذاری تصویر | قرون اوله اسلامی تا ایلخانی       | ۱۳۸۲-۰۳-۱۰ | ۹۰۹۹          | روستای مراء |             |
| ۶   | امامزاده دوبرار                                                 | بارگذاری تصویر | قرن ۶ و ۷ ه‍.ق                      | ۱۳۸۲-۰۳-۱۰ | ۸۶۸۸          | روستای مشاء |             |
| ۷   | امامزاده زین‌العابدین                                            | بارگذاری تصویر | قاجاریه، پهلوی                    | ۱۳۸۲-۰۴-۲۴ | ۹۱۴۹          | ضلع شرقی روستای زان |             |
| ۸   | امامزاده سلطان مطهر                                             |                | قرن ۹ ه‍.ق                          | ۱۳۵۴-۰۴-۰۱ | ۱۰۹۲          | روستای مشهد ۳۵°۴۴′۴۶″شمالی ۵۱°۵۲′۱۱″شرقی / ۳۵٫۷۴۶۱۰۸°شمالی ۵۱٫۸۶۹۶۸۳°شرقی                                                                   | سایر منابع: |
| ۹   | امامزاده سید فخرالدین و سید جلال‌الدین                           | بارگذاری تصویر | قرن ۸ ه‍.ق                          | ۱۳۸۲-۰۲-۰۹ | ۸۵۱۶          | روستای ساران |             |
| ۱۰  | امامزاده صالح                                                   |                | قرن ۸ و ۹ ه‍.ق                      | ۱۳۸۲-۰۳-۱۰ | ۸۶۸۶          | روستای مبارک‌آباد |             |
| ۱۱  | بقعه امامزاده عبدالله و خیل‌الله                                 | بارگذاری تصویر | قرن ۸ ه‍.ق                          | ۱۳۵۱-۰۳-۲۵ | ۹۲۱           | داخل شهر دماوند، جنب دادگستری | سایر منابع: |
| ۱۲  | امامزاده عبدالله آئینه ورزان                                    |                | قرن ۸ ه‍.ق                          | ۱۳۶۶-۰۱-۳۰ | ۱۷۲۴          | روستای آیینه ورزان |             |
| ۱۳  | امامزاده عبدالله و عبیدالله دماوند                              |                | اواخر سلجوقی و اوائل مغول         | ۱۳۵۱-۰۴-۰۴ | ۹۲۲           | شهر دماوند، ۵۵۰ متری شمال مسجد جامع دماوند، محلهٔ درویش، جنب حسینیهٔ محلهٔ درویش ۳۵°۴۳′۱۱″شمالی ۵۲°۰۴′۱۳″شرقی / ۳۵٫۷۱۹۷۹۵°شمالی ۵۲٫۰۷۰۲۵۱°شرقی | سایر منابع: |
| ۱۴  | امامزاده قاسم                                                   | بارگذاری تصویر | قرن ۶ و ۷ ه‍.ق                      | ۱۳۸۲-۰۲-۰۹ | ۸۵۱۹          | روستای اوره ۳۵°۴۴′۰۳″شمالی ۵۲°۰۴′۱۲″شرقی / ۳۵٫۷۳۴۲۳۵°شمالی ۵۲٫۰۷۰۰۵۲°شرقی                                                                   | سایر منابع: |
| ۱۵  | امامزاده قاسم روستای تاسکین                                     | بارگذاری تصویر | قرن ۶ و ۷ ه‍.ق                      | ۱۳۸۲-۰۳-۱۰ | ۸۶۸۴          | روستای تاسکین |             |
| ۱۶  | امامزاده محمدتقی                                                | بارگذاری تصویر | قرن ۷ و ۸ ه‍.ق                      | ۱۳۸۲-۰۳-۱۰ | ۸۶۸۳          | شهر رودهن، بعد از پمپ بنزین، خیابان شهید سجادیان                                                                                            | سایر منابع: |
| ۱۷  | امامزاده محمد شلمبه                                             | بارگذاری تصویر | قرن ۶ و ۷ ه‍.ق                      | ۱۳۸۲-۰۲-۰۹ | ۸۵۱۴          | شهر دماوند، ابتدای جاده فیروزکوه، بعد از گیلاوند، پل شلمبه، سمت چپ جاده                                                                     | سایر منابع: |
| ۱۸  | امامزاده معطم طاهر                                              | بارگذاری تصویر | قرن ۶ و ۷ ه‍.ق                      | ۱۳۸۲-۰۳-۱۰ | ۹۱۰۰          | روستای اهران |             |
| ۱۹  | امامزاده هاشم                                                   | بارگذاری تصویر | صفویه                             | ۱۳۴۵-۱۲-۲۳ | ۶۱۷           | شهر دماوند، جاده هراز | سایر منابع: |
| ۲۰  | برج شیخ شبلی                                                    | تصاویر بیشتر   | قرن ۵ ه‍.ق                          | ۱۳۵۱-۰۳-۲۹ | ۹۲۰           | شرق دماوند |             |
| ۲۱  | بقایای شیرخشت قلعه                                              | بارگذاری تصویر | تاریخی – اسلامی                   | ۱۳۸۲-۰۲-۰۹ | ۸۵۱۵          | روستای کهنک |             |
| ۲۲  | بقایای قلعه تخت شاه                                             | بارگذاری تصویر | تاریخی – اسلامی                   | ۱۳۸۴-۱۲-۱۶ | ۱۴۶۱۶         | بخش مرکزی، روستای جابان |             |
| ۲۳  | بقایای قلعه رستم                                                | بارگذاری تصویر | اسلامی                            | ۱۳۸۴-۱۲-۱۶ | ۱۴۶۳۳         | سمت چپ دره سیدآباد به طرف شمال |             |
| ۲۴  | بقایای قلعه زورآباد                                             | بارگذاری تصویر | تاریخی تا اواخر ایلخانی           | ۱۳۸۴-۰۷-۲۳ | ۱۳۵۵۴         | ۲۳۰۰ م جنوب روستای احمدآباد |             |
| ۲۵  | بقایای قلعه شاه قلی                                             | بارگذاری تصویر | قرون اولیه اسلامی                 | ۱۳۸۴-۱۲-۱۶ | ۱۴۶۳۲         | شمال روستای سیدآباد |             |
| ۲۶  | بقایای کوه گنجی                                                 | بارگذاری تصویر | هزاره ۲ و ۱ ق. م – قرن ۴ و ۵ ه‍.ق   | ۱۳۸۴-۱۲-۱۶ | ۱۴۶۰۲         | شمال شرقی روستای اشندر و گلونک |             |
| ۲۷  | بقعه سید گتمیر                                                  | بارگذاری تصویر | صفویه – قاجاریه                   | ۱۳۸۲-۰۳-۱۰ | ۸۶۸۵          | روستای آبسرد |             |
| ۲۸  | بارانداز شهر                                                    | بارگذاری تصویر | معاصر                             | ۱۳۸۶-۸-۲۲  | ۲۰۱۵۵         | شهر دماوند، میدان ۱۷ شهریور، خ تختی |             |
| ۲۹  | پل تاریخی شلمبه                                                 | بارگذاری تصویر | قاجاریه – پهلوی                   | ۱۳۸۲-۰۳-۱۰ | ۹۱۰۲          | روستای شلمبه |             |
| ۳۰  | پل تاریخی نمیر                                                  |                | صفویه                             | ۱۳۸۲-۰۷-۰۱ | ۱۰۴۱۶         | جاده تهران به فیروز کوه، بخش رودهن |             |
| ۳۱  | پل جاجرود                                                       |                | سلجوقیان                          | ۱۳۸۲-۰۵-۱۴ | ۹۴۹۲          | روستای جاجرود |             |
| ۳۲  | پل فردوسی دلیچانی                                               | بارگذاری تصویر | پهلوی اول (۱۰۳۴ ه‍.ش)               | ۱۳۸۲-۰۳-۱۰ | ۸۶۸۷          | روستای دلیچانی |             |
| ۳۳  | پل فیروزکوه                                                     | بارگذاری تصویر | پهلوی اول                         | ۱۳۸۲-۰۳-۱۰ | ۹۱۰۱          | بخش رودهن |             |
| ۳۴  | تپه قلعه باغ پائین                                              | بارگذاری تصویر | هزاره ۱ ق. م                      | ۱۳۸۴-۱۲-۱۶ | ۱۴۶۳۶         | جنوب غرب روستای زان |             |
| ۳۵  | تپه قلعه خوراب فاجان                                            | بارگذاری تصویر | دوران میانه اسلامی (قرن ۶ و ۷ ه‍.ق) | ۱۳۸۴-۰۷-۲۳ | ۱۳۵۶۰         | ۷ ک م جنوب شهر آبسرد روستای فاجان |             |
| ۳۶  | تپه قلعه سی کوتی                                                | بارگذاری تصویر | تاریخی – اسلامی                   | ۱۳۸۴-۰۷-۲۳ | ۱۳۵۵۱         | ۱۳۲۰ م جنوب غرب روستای زان |             |
| ۳۷  | تپه کور قلاع                                                    | بارگذاری تصویر | اسلامی                            | ۱۳۸۱-۱۲-۱۷ | ۷۶۲۲          | روستای آرو |             |
| ۳۸  | تپه گردک                                                        | بارگذاری تصویر | هزاره ۱ ق. م – اواخر سلجوقی       | ۱۳۸۴-۱۲-۱۶ | ۱۴۶۳۸         | جنوب غرب روستای مغانک |             |
| ۳۹  | تپه گنجی                                                        | بارگذاری تصویر | تاریخی                            | ۱۳۸۴-۱۲-۱۶ | ۱۴۶۰۳         | شرق روستای تمیسان |             |
| ۴۰  | تپه‌های چشمه شاه                                                 | بارگذاری تصویر | تاریخی                            | ۱۳۸۴-۰۷-۲۳ | ۱۳۵۵۳         | ۶ ک م غرب روستای وادان |             |
| ۴۱  | تپه‌های قلعه دو دره                                              | بارگذاری تصویر | قرن ۴ و ۵ ه‍.ق                      | ۱۳۸۴-۰۷-۲۳ | ۱۳۵۵۲         | جنوب شرق دماوند، منطقه رستم‌آباد |             |
| ۴۲  | حمام روستای آرو                                                 | بارگذاری تصویر | معاصر                             | ۱۳۸۲-۰۲-۰۹ | ۸۵۲۰          | روستای آرو |             |
| ۴۳  | حمام روستای نوده                                                | بارگذاری تصویر | صفویه – زندیه                     | ۱۳۸۲-۰۲-۰۹ | ۸۵۲۳          | روستای نوده |             |
| ۴۴  | حمام روستای لومان                                               | بارگذاری تصویر | اواسط قاجاریه                     | ۱۳۸۴-۱۲-۱۶ | ۱۴۶۶۶         | بخش مرکزی، روستای لومان |             |
| ۴۵  | حمام روستای مراء                                                | بارگذاری تصویر | متاخر اسلامی                      | ۱۳۸۴-۱۲-۱۶ | ۱۴۶۷۱         | بخش مرکزی، شمال روستای مراء |             |
| ۴۶  | حمام شمس‌الدین کیلان                                             | بارگذاری تصویر | صفویه – زندیه                     | ۱۳۸۴-۰۵-۲۲ | ۱۳۳۶۱ (پیوند) | ضلع جنوبی روستای کیلان |             |
| ۴۷  | حمام آئینه ورزان                                                | بارگذاری تصویر | اواخر صفوی                        | ۱۳۸۶-۰۸-۲۷ | ۲۰۲۶۳         | بخش مرکزی، دهستان ابر شیوه، روستای آئینه ورزان                                                                                              |             |
| ۴۸  | حمام سیدآباد                                                    | بارگذاری تصویر | اواخر صفوی                        | ۱۳۸۶-۰۸-۲۷ | ۲۰۲۶۲         | بخش مرکزی، دهستان ابر شیوه، روستای سیدآباد                                                                                                  |             |
| ۴۹  | حمام علی جمال کیلان                                             | بارگذاری تصویر | قاجاریه                           | ۱۳۸۴-۱۲-۱۶ | ۱۴۶۳۵         | شهر کیلان، حدفاصل میدان مسجد جامع و خانه عیسی طباطبائی                                                                                      |             |
| ۵۰  | حمام محله درویش                                                 | بارگذاری تصویر | صفویه                             | ۱۳۸۲-۰۲-۰۹ | ۸۵۱۷          | محله درویش |             |
| ۵۱  | خانه غلامعلی صدیقی‌نژاد                                          | بارگذاری تصویر | پهلوی                             | ۱۳۸۴-۰۵-۲۵ | ۱۳۳۹۲ (پیوند) | محله احمدآباد ۳۵°۴۴′۰۰″شمالی ۵۲°۰۳′۳۶″شرقی / ۳۵٫۷۳۳۳۳۶°شمالی ۵۲٫۰۵۹۸۸۵°شرقی                                                                 |             |
| ۵۲  | خانه محمد باقر علوی                                             | بارگذاری تصویر | پهلوی                             | ۱۳۸۲-۰۵-۱۴ | ۹۴۸۱          | روستای مرانک |             |
| ۵۳  | خانه میرزا یعقوب علوی                                           | بارگذاری تصویر | قاجاریه                           | ۱۳۸۲-۰۵-۱۴ | ۹۴۸۳          | روستای مرانک |             |
| ۵۴  | خانه تاریخی روستای ورونه                                        | بارگذاری تصویر | قاجاریه                           | ۱۳۸۶-۱۱-۲۴ | ۲۱۲۵۱         | بخش مرکزی، دهستان جمع آبرود، روستای ورونه                                                                                                   |             |
| ۵۵  | خانه تاریخی مبارک‌آباد                                           | بارگذاری تصویر | پهلوی اول                         | ۱۳۸۶-۱۱-۲۴ | ۲۱۲۵۰         | بخش رودهن، دهستان آبعلی، روستای مبارک‌آباد                                                                                                   |             |
| ۵۶  | دژ گل خندان                                                     | بارگذاری تصویر | ساسانی                            | ۱۳۷۹-۰۹-۰۵ | ۲۸۸۸          | روستای گل خندان |             |
| ۵۷  | شاهزاده حسین                                                    | بارگذاری تصویر | اسلامی – قرن ۷ و ۸ ه‍.ق             | ۱۳۸۲-۰۳-۱۰ | ۸۶۸۲          | روستای هویر |             |
| ۵۸  | شهر دماوند و اطراف متصل به آن                                   | تصاویر بیشتر   |                                   | ۱۳۱۰-۰۶-۲۴ | ۵۶            | مجموعه شهر دماوند ۳۵°۴۲′۰۶″شمالی ۵۲°۰۳′۲۶″شرقی / ۳۵٫۷۰۱۶۹۲°شمالی ۵۲٫۰۵۷۲۶۹°شرقی                                                             |             |
| ۵۹  | غار رود افشان                                                   |                | قرن ۵ و ۶ ه‍.ق                      | ۱۳۸۴-۰۴-۳۰ | ۱۲۲۱۳         | روستای رود افشان |             |
| ۶۰  | کاروانسرای سرخ‌حصار                                              | بارگذاری تصویر | قاجاریه – معاصر                   | ۱۳۸۰-۱۰-۱۱ | ۴۶۳۶ (پیوند)  | ۸ کیلومتری جاده تهران به دماوند |             |
| ۶۱  | قلعه تیموری                                                     | بارگذاری تصویر | قرون اولیه اسلامی                 | ۱۳۸۴-۱۲-۱۶ | ۱۴۶۳۹         | جنوب روستای مهریز |             |
| ۶۲  | قلعه خسروان                                                     | بارگذاری تصویر | پیش از تاریخ – اوایل تیموری       | ۱۳۸۴-۱۲-۱۶ | ۱۴۶۳۴         | ۸۰۰ متری غرب روستای خسروان |             |
| ۶۳  | قلعه سرخ چشمه                                                   | بارگذاری تصویر | قرن ۴ و ۵ ه‍.ق                      | ۱۳۸۴-۱۲-۱۶ | ۱۴۶۳۷         | جنوب شرقی روستای مغانک |             |
| ۶۴  | قلعه مروان                                                      | بارگذاری تصویر | اسلامی                            | ۱۳۸۴-۰۷-۲۳ | ۱۳۵۵۵         | روستای مراد |             |
| ۶۵  | قلعه نوذر                                                       | بارگذاری تصویر | اوایل اسلامی                      | ۱۳۸۴-۰۷-۲۳ | ۱۳۵۵۸         | بخش مرکزی، روستای آیینه ورزان |             |
| ۶۶  | قلعه و خانه روستای خرم ده                                       | بارگذاری تصویر | قاجاریه                           | ۱۳۸۲-۰۲-۰۹ | ۸۵۲۲          | روستای خرم ده |             |
| ۶۷  | قلعه زورآباد                                                    | بارگذاری تصویر | ایلخانی                           | ۱۳۸۶-۰۸-۲۷ | ۲۰۲۶۰         | بخش مرکزی، دهستان جمع آبرود، روستای احمدآباد                                                                                                |             |
| ۶۸  | قلعه ورون                                                       | بارگذاری تصویر | سلجوقی                            | ۱۳۸۴-۱۲-۱۶ | ۱۴۶۶۴         | بخش مرکزی، روستای ورونه |             |
| ۶۹  | محوطه باستانی کبود دره                                          | بارگذاری تصویر | تاریخی                            | ۱۳۸۴-۰۷-۲۳ | ۱۳۵۵۷         | بخش مرکزی، روستای بولان |             |
| ۷۰  | محوطه گنجی                                                      | بارگذاری تصویر | پارتی – ساسانی                    | ۱۳۸۴-۰۷-۲۳ | ۱۳۵۵۰         | روستای گرما بسرد |             |
| ۷۱  | محوطه تاریخی ولیران                                             | بارگذاری تصویر | اشکانی، ساسانی                    | ۱۳۸۵-۰۶-۲۰ | ۱۶۱۱۸ (پیوند) | بخش مرکزی، دهستان تاررود، ۱ ک م جنوب روستای ولیران ۳۵°۴۱′۳۰″شمالی ۵۲°۰۳′۲۴″شرقی / ۳۵٫۶۹۱۶۶۷°شمالی ۵۲٫۰۵۶۶۶۷°شرقی                            |             |
| ۷۲  | محوطه دهن و سوزک                                                | بارگذاری تصویر | هزاره ۱ ق. م تا قرن ۶ و ۷ ه‍.ق      | ۱۳۸۴-۰۷-۲۳ | ۱۳۵۵۶         | روستای تاسکین |             |
| ۷۳  | مسجد جامع دماوند                                                | بارگذاری تصویر | سلجوقی                            | ۱۳۱۴-۰۹-۱۵ | ۲۳۰           | داخل شهر دماوند، محله درویش |             |
| ۷۴  | مسجد جامع کیلان                                                 | بارگذاری تصویر | ایلخانی                           | ۱۳۸۲-۰۲-۰۹ | ۸۵۱۲          | مرکز بافت قدیم شهر کیلان |             |
| ۷۵  | نارنج قلعه                                                      | بارگذاری تصویر | اسلامی                            | ۱۳۸۴-۰۷-۲۳ | ۱۳۵۵۹         | جاده تهران به فیروزکوه، روستای سربندان |             |
| ۷۶  | نارنج قلعه سرخده                                                | بارگذاری تصویر | تاریخی تا قرن ۶ و ۷ ه‍.ق            | ۱۳۸۴-۰۷-۲۳ | ۱۳۵۶۱         | بخش مرکزی، روستای سرخده |             |
| ۷۷  | هتل روستای آبعلی                                                | بارگذاری تصویر | پهلوی                             | ۱۳۸۲-۰۵-۱۴ | ۹۴۸۲          | ۴۵ کیلومتری جاده تهران |             |
| ۷۸  | شهدای جیلارد                                                    | بارگذاری تصویر |                                   |            |               | |             |
| ۷۸  | گورستان یهودیان محله جیلارد                                     | بارگذاری تصویر |                                   |            |               | |             |
| ۷۹  | کاروانسرای ورونه                                                | بارگذاری تصویر |                                   |            |               | |             |
| ۸۰  | خانه تاریخی سید مصطفی علوی                                      | بارگذاری تصویر |                                   |            |               | |             |
| ۸۱  | خانه تاریخی خانم اشرف‌الدین علوی و خانه آقا علوی مرانک           | بارگذاری تصویر |                                   |            |               | |             |
| ۸۲  | خانه تاریخی میرزا علی نقی مرعشی                                 | بارگذاری تصویر |                                   |            |               | |             |
| ۸۳  | امامزاده فضه خاتون یا فضه شیرین                                 | بارگذاری تصویر |                                   |            |               | روستای مراء | سایر منابع: |
| ۸۴  | امامزاده شمس‌الدین محمد                                          | بارگذاری تصویر |                                   |            |               | روستای محله فرامه | سایر منابع: |
| ۸۵  | بقعه شیخ شریف گیلیاردی محله جیلارد                              | بارگذاری تصویر |                                   |            |               | |             |
| ۸۶  | خانه تاریخی گلابچی                                              | بارگذاری تصویر |                                   |            |               | |             |
| ۸۷  | خانه تاریخی عیسی طباطبائی                                       | بارگذاری تصویر |                                   |            |               | |             |
| ۸۸  | قلعه دیو روستای اوچینگ                                          | بارگذاری تصویر |                                   |            |               | |             |
| ۸۹  | باغ و عمارت حشمت‌الدیوان                                         | بارگذاری تصویر |                                   |            |               | |             |
| ۹۰  | امامزاده بی‌بی زبیده                                             | بارگذاری تصویر |                                   |            |               | روستای خرم ده، ارتفاعات کوه | سایر منابع: |
| ۹۱  | امامزاده خوشنام                                                 | بارگذاری تصویر |                                   |            |               | |             |
| ۹۲  | خانه تاریخی جناب دماوندی                                        | بارگذاری تصویر |                                   |            |               | |             |
| ۹۳  | کاروانسرای خشتی روستای ورونه                                    | بارگذاری تصویر |                                   |            |               | |             |
| ۹۴  | قلعه شاه قلی روستای سیدآباد                                     | بارگذاری تصویر |                                   |            |               | |             |
| ۹۵  | امامزاده محمد                                                   | بارگذاری تصویر |                                   |            |               | روستای زان | سایر منابع: |
| ۹۶  | خانه تاریخی روستای آئینه ورزان                                  | بارگذاری تصویر |                                   |            |               | |             |
| ۹۷  | گاراژ روستای مغانک                                              | بارگذاری تصویر |                                   |            |               | |             |
| ۹۸  | حمام تاریخی روستای زیارت                                        | بارگذاری تصویر |                                   |            |               | |             |
| ۹۹  | امامزاده ابراهیم                                                | بارگذاری تصویر |                                   |            |               | روستای دشتک | سایر منابع: |
| ۱۰۰ | حمام و مسجد تاریخی بولان دماوند                                 | بارگذاری تصویر |                                   |            |               | |             |
| ۱۰۱ | امامزاده سید روح‌الله                                            | بارگذاری تصویر |                                   |            |               | روستای جَوَرد | سایر منابع: |
| ۱۰۲ | قلعه خوراب فاجان روستای فاجان                                   | بارگذاری تصویر |                                   |            |               | |             |
| ۱۰۳ | خانه قاجاری میرزا محمد علی اسدی و میرزا حسن گتمیری مرانک دماوند | بارگذاری تصویر |                                   |            |               | |             |
| ۱۰۴ | کاروانسرای دره کمبوج ، پل دختر یا آبشار جاده هراز               | بارگذاری تصویر |                                   |            |               | |             |
| ۱۰۵ | خانه تاریخی مرتضی اعتماد                                        | بارگذاری تصویر |                                   |            |               | |             |
| ۱۰۶ | سوله و انبارهای مزرعه تخته‌ها دماوند                             | بارگذاری تصویر |                                   |            |               | |             |
| ۱۰۷ | امامزاده پنج تن                                                 | بارگذاری تصویر |                                   |            |               | روستای بیدک | سایر منابع: |
| ۱۰۸ | خانه تاریخی علی اصغر امیر شاهی دماوند                           | بارگذاری تصویر |                                   |            |               | |             |
| ۱۰۹ | امامزاده عیسی                                                   | بارگذاری تصویر |                                   |            |               | روستای زیارت | سایر منابع: |
| ۱۱۰ | قلعه قاجاری روستای کوهان                                        | بارگذاری تصویر |                                   |            |               | |             |
| ۱۱۱ | تپه گنجی روستای گرمابسرد دماوند                                 | بارگذاری تصویر |                                   |            |               | |             |
| ۱۱۲ | امامزاده زین‌العابدین                                            | بارگذاری تصویر |                                   |            |               | روستای مشاء | سایر منابع: |
| ۱۱۳ | حمام قدیمی روستای جابان                                         | بارگذاری تصویر |                                   |            |               | |             |
| ۱۱۴ | قلعه کوه گنجی دماوند                                            | بارگذاری تصویر |                                   |            |               | |             |
| ۱۱۵ | شیر خشت قلعه روستای کهنک دماوند                                 | بارگذاری تصویر |                                   |            |               | |             |
| ۱۱۶ | کاروانسرای سرخه حصار                                            | بارگذاری تصویر |                                   |            |               | |             |
| ۱۱۷ | حمام تاریخی روستای خرم ده                                       | بارگذاری تصویر |                                   |            |               | |             |
| ۱۱۸ | امامزاده بی‌بی خاتون                                             | بارگذاری تصویر |                                   |            |               | روستای مشهد | سایر منابع: |
| ۱۱۹ | قلاع کفتار دره یا تخت رستم روستای گرمابسرد                      | بارگذاری تصویر |                                   |            |               | |             |
| ۱۲۰ | امامزاده شاه مطهر روستای مشهد دماوند                            | بارگذاری تصویر |                                   |            |               | |             |
| ۱۲۱ | روستای مرانک دماوند و خانه‌های تاریخی آن                         | بارگذاری تصویر |                                   |            |               | |             |
| ۱۲۲ | امامزاده زین‌العابدین بن عقیل                                    | بارگذاری تصویر |                                   |            |               | روستای کوهان | سایر منابع: |
| ۱۲۳ | حمام زیارت                                                      | بارگذاری تصویر |                                   |            |               | |             |
| ۱۲۴ | قلعه مروان روستای مراء                                          | بارگذاری تصویر |                                   |            |               | |             |
| ۱۲۵ | زیارتگاه بی‌بی خدیجه                                             | بارگذاری تصویر |                                   |            |               | |             |
| ۱۲۶ | خانه‌های تاریخی کیلان                                            | بارگذاری تصویر |                                   |            |               | |             |
| ۱۲۷ | حمام عمادالدین کیلان روستای کیلان شهرستان دماوند                | بارگذاری تصویر |                                   |            |               | |             |

## رباط کریم
| #  | نام                                      | تصویر          | قدمت                              | تاریخ ثبت  | شمارهٔ ثبت | موقعیت                                                         | توضیحات     |
| -- | ---------------------------------------- | -------------- | --------------------------------- | ---------- | --------- | -------------------------------------------------------------- | ----------- |
| ۱  | آسیاب آبی                                | بارگذاری تصویر | قاجار                             | ۱۳۸۲-۱۱-۲  | ۱۰۸۲۱     | جنوب شرقی محله بازارک                                          |             |
| ۲  | امامزاده ابوطالب                         | بارگذاری تصویر | قاجار                             | ۱۳۸۸-۰۴-۲۷ | ۲۷۱۱۲     | بخش مرکزی، دهستان امامزاده ابوطالب، سه راه آدران، روستای آدران |             |
| ۳  | امامزاده ابراهیم                         |                | صفویه                             | ۱۳۸۲-۱۱-۲۷ | ۱۰۹۳۴     | ـ روستای نوده                                                  | سایر منابع: |
| ۴  | بقعه پیغمبر لوط                          | بارگذاری تصویر | قاجار                             | ۱۳۸۲-۱۱-۲  | ۱۰۸۱۴     | بخش مرکزی، دهستان منجیل‌آباد، روستای محمدآباد پیغمبر            |             |
| ۵  | پل بازارک                                | بارگذاری تصویر | قاجار                             | ۱۳۸۲-۱۱-۲  | ۱۰۸۱۹     | محله بازارک، خ شهید مجید ناصری                                 |             |
| ۶  | تپه پرندک ۱                              | بارگذاری تصویر | پیش از تاریخ                      | ۱۳۷۷-۱۰-۲۷ | ۲۲۵۴      | روستای پرندک                                                   |             |
| ۷  | تپه سفالی معمورین                        | بارگذاری تصویر | از هزاره ۶ تا هزاره ۱ ق. م        | ۱۳۷۷-۱۰-۲۷ | ۲۲۶۰      | روستای وهن‌آباد و اطراف                                         |             |
| ۸  | تپه قلعه حصارک بالا                      | بارگذاری تصویر | تاریخی                            | ۱۳۸۲-۱۱-۲  | ۱۰۸۱۰     | بخش گلستان، دهستان اسماعیل‌آباد، روستای حصارک بالا              |             |
| ۹  | تپه قلعه روستای ده حسن                   | بارگذاری تصویر | تاریخی، قاجار                     | ۱۳۸۳-۰۶-۱۶ | ۱۱۰۶۸     | بخش مرکزی، شرق روستای حسن                                      |             |
| ۱۰ | تپه قلعه وجه‌آباد                         | بارگذاری تصویر | تاریخی، اسلامی                    | ۱۳۸۳-۰۶-۱۶ | ۱۱۰۶۷     | بخش گلستان، شمال روستای وجه‌آباد                                |             |
| ۱۱ | تپه گلستان                               | بارگذاری تصویر | هزاره ۲ و ۱ ق. م                  | ۱۳۸۲-۱۱-۲  | ۱۰۸۱۲     | شهرک گلستان انتهای جاده اسلامشهر به رباط کریم                  |             |
| ۱۲ | خانه آدران                               | بارگذاری تصویر | پهلوی                             | ۱۳۸۸-۰۴-۲۷ | ۲۷۱۱۴     | بخش مرکزی، سه راه آدران، روستای آدران، پ ۲۰                    |             |
| ۱۳ | قره تپه                                  | بارگذاری تصویر | هزاره ۵ و ۴ ق. م – قرن ۶ و ۸ ه، ق | ۱۳۷۷-۱۰-۲۷ | ۲۲۵۶      | ۲ کیلومتر جنوب شرقی شهریار                                     |             |
| ۱۴ | کاروانسرای فتحعلیشاهی                    | بارگذاری تصویر | قاجار                             | ۱۳۵۶-۱۰-۱۹ | ۱۵۵۸      | مسیر جاده تهران، ساوه، کیلومتر ۳۷                              |             |
| ۱۵ | کاروانسرای سنگی                          | بارگذاری تصویر | قرون اولیه اسلامی – سلجوقی        | ۱۳۸۲-۱۱-۲  | ۱۰۸۲۲     | بخش مرکزی، دهستان روستای امامزاده ابوطالب، شهرک پرند           |             |
| ۱۶ | محوطه شهرک فرهنگیان                      | بارگذاری تصویر | پیش از تاریخ                      | ۱۳۸۸-۰۴-۲۷ | ۲۷۱۱۶     | بلوار امام حسین، به طرف تأسیسات شرکت گاز، شهرک فرهنگیان        |             |
| ۱۷ | امامزاده هادی و مهدی                     | بارگذاری تصویر |                                   |            |           | روستای یقه                                                     |             |
| ۱۸ | امامزاده علی‌اصغر                         | بارگذاری تصویر |                                   |            |           | روستای آلارد                                                   |             |
| ۱۹ | امامزاده باقر                            | بارگذاری تصویر |                                   |            |           | روستای امامزاده باقر                                           |             |
| ۲۰ | درخت چنار کهنسال وجه‌آباد                 | بارگذاری تصویر |                                   |            |           |                                                                |             |
| ۲۱ | مجموعه یخچال بازارک                      | بارگذاری تصویر |                                   |            |           |                                                                |             |
| ۲۲ | تپه حسن‌آباد                              | بارگذاری تصویر |                                   |            |           |                                                                |             |
| ۲۳ | مجموعه یخچال، قلعه و تپه تاریخی حکیم‌آباد | بارگذاری تصویر |                                   |            |           |                                                                |             |
| ۲۴ | محوطه باستانی شمال جاده کیکاور           | بارگذاری تصویر |                                   |            |           |                                                                |             |
| ۲۵ | تپه حصار مهتر                            | بارگذاری تصویر |                                   |            |           |                                                                |             |
| ۲۶ | محوطه باستانی شهرک‌الهیه                  | بارگذاری تصویر |                                   |            |           |                                                                |             |
| ۲۷ | تپه شنی بازارک                           | بارگذاری تصویر |                                   |            |           |                                                                |             |
| ۲۸ | محوطه باستانی شمال آلارد چهاردانگه       | بارگذاری تصویر |                                   |            |           |                                                                |             |
| ۲۹ | قلعه آدران روستای آدران                  | بارگذاری تصویر |                                   |            |           |                                                                |             |
| ۳۰ | قلعه مفید موئی روستای دهشاد پائین        | بارگذاری تصویر |                                   |            |           |                                                                |             |
| ۳۱ | محوطه باستانی شمال شرق آلارد چهاردانگه   | بارگذاری تصویر |                                   |            |           |                                                                |             |

## شمیرانات
| #  | نام                                                | تصویر          | قدمت                                 | تاریخ ثبت  | شمارهٔ ثبت | موقعیت | توضیحات |
| -- | -------------------------------------------------- | -------------- | ------------------------------------ | ---------- | --------- | --- | ------- |
| ۱  | امامزادگان سید زاهد و سید طاهر شکر آب آهار         | بارگذاری تصویر | اواسط صفویه                          | ۱۳۸۲-۰۷-۰۱ | ۱۰۳۹۲     | بخش رودبار قصران، روستای آهار                                                                               |         |
| ۲  | امامزادگان فضل و فاضل                              | بارگذاری تصویر | قرن ۱۰ و ۱۱ ه‍.ق                       | ۱۳۸۲-۰۷-۰۱ | ۱۰۳۶۵     | بخش لواسانات، روستای چهار باغ لواسان بزرگ                                                                   |         |
| ۳  | امامزاده ابراهیم                                   | بارگذاری تصویر | قرن ۸ و ۹ ه‍.ق                         | ۱۳۸۲-۰۷-۰۱ | ۱۰۳۹۴     | بخش رودبار قصران، روستای آبنیک                                                                              |         |
| ۴  | امامزاده احمد                                      | بارگذاری تصویر | قرن ۷ و ۸ ه‍.ق                         | ۱۳۵۴-۰۹-۰۴ | ۱۱۲۳      | بخش لواسانات، دامنه ارتفاعات شمال                                                                           |         |
| ۵  | امامزاده حسین                                      | بارگذاری تصویر | قرن ۸ و ۹ ه‍.ق                         | ۱۳۸۲-۰۷-۰۱ | ۱۰۳۹۳     | بخش رودبار قصران، روستای امامه بالا                                                                         |         |
| ۶  | امامزاده سید خسرو                                  | بارگذاری تصویر | قرن ۹ و ۱۰ ه‍.ق                        | ۱۳۸۲-۰۷-۰۱ | ۱۰۳۸۴     | بخش لواسانات، روستای ناصرآباد                                                                               |         |
| ۷  | امامزاده صالح                                      | تصاویر بیشتر   | قرن ۷ و ۸ ه‍.ق                         | ۱۳۵۱-۰۱-۲۸ | ۹۰۹       | میدان تجریش ۳۵°۴۸′۱۹″شمالی ۵۱°۲۵′۴۷″شرقی / ۳۵٫۸۰۵۱۴°شمالی ۵۱٫۴۲۹۸۰°شرقی                                     |         |
| ۸  | امامزاده طیب                                       | بارگذاری تصویر | قرن ۷ و ۸ ه‍.ق                         | ۱۳۸۲-۰۷-۰۱ | ۱۰۳۶۶     | بخش لواسانات، روستای رسنان                                                                                  |         |
| ۹  | امامزاده طیب                                       | بارگذاری تصویر | قرن ۷ و ۸ ه‍.ق                         | ۱۳۸۲-۰۷-۰۱ | ۱۰۳۹۵     | بخش رودبار قصران، روستای آبنیک                                                                              |         |
| ۱۰ | امامزاده عبدالله                                   | بارگذاری تصویر | قرن ۷ و ۸ ه‍.ق                         | ۱۳۸۲-۰۷-۰۱ | ۱۰۳۷۶     | مرکز شهر لواسان کوچک ۳۵°۴۹′۱۸″شمالی ۵۱°۳۷′۴۴″شرقی / ۳۵٫۸۲۱۶۹۳°شمالی ۵۱٫۶۲۸۷۸۸°شرقی                          |         |
| ۱۱ | امامزاده فضلعلی                                    | بارگذاری تصویر | قرن ۷ و ۸ ه‍.ق                         | ۱۳۸۲-۰۷-۰۱ | ۱۰۳۷۳     | بخش لواسانات، روستای لواسان کوچک، محله ناران                                                                |         |
| ۱۲ | امامزاده قاسم                                      | بارگذاری تصویر | صفویه                                | ۱۳۵۱-۰۱-۲۸ | ۹۰۸       | در مجاورت کوهستان شمیران ۳۵°۴۹′۰۱″شمالی ۵۱°۲۶′۰۸″شرقی / ۳۵٫۸۱۶۸۴°شمالی ۵۱٫۴۳۵۵۳°شرقی                        |         |
| ۱۳ | امامزاده محمدباقر                                  | بارگذاری تصویر | قرن ۵ و ۶ ه‍.ق                         | ۱۳۸۲-۰۷-۰۱ | ۱۰۳۸۹     | بخش رودبار قصران، روستای رودک                                                                               |         |
| ۱۴ | امامزاده محمد شعیب                                 | بارگذاری تصویر | اوایل قاجاریه                        | ۱۳۸۲-۰۷-۰۱ | ۱۰۳۷۹     | بخش لواسانات، روستای کند سفلی                                                                               |         |
| ۱۵ | امامزاده محمد و عبدالله                            | بارگذاری تصویر | قرن ۸ و ۹ ه‍.ق                         | ۱۳۸۲-۰۷-۰۱ | ۱۰۳۸۳     | بخش لواسانات، روستای بوجان                                                                                  |         |
| ۱۶ | امامزاده موسی                                      | بارگذاری تصویر | قرن ۷ و ۸ ه‍.ق                         | ۱۳۸۲-۰۷-۰۱ | ۱۰۳۹۶     | بخش رودبار قصران، روستای آبنیک                                                                              |         |
| ۱۷ | امامزاده نقار خانه دشت لار                         | بارگذاری تصویر | قرون اولیه و قرن ۹٫۱۰ ه‍.ق             | ۱۳۸۲-۰۷-۰۱ | ۱۰۳۵۸     | دهستان لواسان بزرگ، دشت لار                                                                                 |         |
| ۱۸ | امامزاده یوش                                       | بارگذاری تصویر | تیموری                               | ۱۳۵۴-۰۷-۰۷ | ۱۱۰۹      | لواسان بزرگ                                                                                                 |         |
| ۱۹ | باغ و گورستان ظهیرالدوله                           | تصاویر بیشتر   | قاجاریه                              | ۱۳۷۷-۰۲-۰۱ | ۲۰۰۱      | خیابان دربند خیابان ظهیرالدوله ۳۵°۴۸′۴۳″شمالی ۵۱°۲۶′۰۱″شرقی / ۳۵٫۸۱۲۰۴°شمالی ۵۱٫۴۳۳۵۲°شرقی                  |         |
| ۲۰ | پل آبنیک                                           | بارگذاری تصویر | پهلوی اول                            | ۱۳۸۲-۰۷-۰۱ | ۱۰۳۹۷     | بخش رودبار قصران، فشم، آبنیک، گرمابدر                                                                       |         |
| ۲۱ | تپه تنگل خانه                                      | بارگذاری تصویر | تاریخی – اسلامی                      | ۱۳۸۲-۰۷-۰۱ | ۱۰۳۶۸     | بخش لواسانات، دهستان لواسان کوچک                                                                            |         |
| ۲۲ | تپه جوهک                                           | بارگذاری تصویر | تاریخی – قرون اولیه اسلامی           | ۱۳۸۲-۰۷-۰۱ | ۱۰۳۸۲     | بخش لواسانات، روستای کند علیا                                                                               |         |
| ۲۳ | تپه حصارک لواسان                                   |                | هزاره ۵ ق. م تا اسلامی               | ۱۳۶۵-۰۲-۲۱ | ۱۷۱۱      | ۲ کیلومتری جنوب گلندوک لواسان                                                                               |         |
| ۲۴ | تپه سرقلعه                                         | بارگذاری تصویر | تاریخی – اسلامی                      | ۱۳۸۲-۰۷-۰۱ | ۱۰۳۶۴     | بخش لواسانات، روستای لواسان بزرگ                                                                            |         |
| ۲۵ | تپه سوزگران                                        | بارگذاری تصویر | هزاره ۳ و ۲ ق. م – قرون اولیه اسلامی | ۱۳۸۲-۰۷-۰۱ | ۱۰۳۸۶     | بخش لواسانات، روستای راحت‌آباد                                                                               |         |
| ۲۶ | تپه شورکاب                                         | بارگذاری تصویر | پیش از اسلام                         | ۱۳۸۲-۰۷-۰۱ | ۱۰۳۷۷     | بخش لواسانات، ضلع جنوبی شهر لواسان کوچک                                                                     |         |
| ۲۷ | تپه شیرتازه                                        | بارگذاری تصویر | قرن ۷ و ۸ ه‍.ق                         | ۱۳۸۲-۰۷-۰۱ | ۱۰۳۸۰     | بخش لواسانات، روستای کند علیا                                                                               |         |
| ۲۸ | تپه قلیان                                          | بارگذاری تصویر | هزاره ۱ ق. م                         | ۱۳۸۲-۰۷-۰۱ | ۱۰۳۶۲     | بخش لواسانات، روستای کلان                                                                                   |         |
| ۲۹ | تپه کلابد                                          | بارگذاری تصویر | هزاره ۲ و ۱ ق. م – تاریخی            | ۱۳۸۲-۰۷-۰۱ | ۱۰۳۸۷     | بخش لواسانات، روستای راحت‌آباد                                                                               |         |
| ۳۰ | تپه مرغی                                           | بارگذاری تصویر | اوایل اسلامی                         | ۱۳۸۲-۰۷-۰۱ | ۱۰۳۸۸     | بخش لواسانات، روستای راحت‌آباد                                                                               |         |
| ۳۱ | تپه ناظم‌آباد                                       | بارگذاری تصویر | پیش از اسلام                         | ۱۳۸۲-۰۷-۰۱ | ۱۰۳۷۸     | بخش لواسانات، روستای سبوی بزرگ                                                                              |         |
| ۳۲ | تپه‌های گوشواره                                     | بارگذاری تصویر | قرن ۴ و ۵ ه‍.ق                         | ۱۳۸۲-۰۷-۰۱ | ۱۰۳۸۱     | بخش لواسانات، روستای گوشواره                                                                                |         |
| ۳۳ | جاده تهران شمال و آثار داخل حریم                   | بارگذاری تصویر | قبل از اسلام، اسلامی                 | ۱۳۸۰-۰۹-۲۶ | ۳۸۰۸      | ارتفاعات‌البرز، قله توچال                                                                                    |         |
| ۳۴ | حسینیه جماران                                      | تصاویر بیشتر   | معاصر                                | ۱۳۷۶-۰۲-۱۵ | ۱۸۵۳      | خیابان شهید دکتر باهنر، جماران ۳۵°۴۹′۱۴″شمالی ۵۱°۲۷′۳۰″شرقی / ۳۵٫۸۲۰۶۵۸°شمالی ۵۱٫۴۵۸۲۱۹°شرقی                |         |
| ۳۵ | حمام راحت‌آباد                                      | بارگذاری تصویر | صفویه – قاجاریه                      | ۱۳۸۲-۰۷-۰۱ | ۱۰۳۸۵     | بخش لواسانات، روستای راحت‌آباد                                                                               |         |
| ۳۶ | حمام روستای افجه                                   | بارگذاری تصویر | صفویه – اوایل قاجاریه                | ۱۳۸۲-۰۷-۰۱ | ۱۰۳۷۱     | بخش لواسانات، روستای افجه                                                                                   |         |
| ۳۷ | حمام سبو کوچک                                      | بارگذاری تصویر | اوایل قاجاریه                        | ۱۳۸۲-۰۷-۰۱ | ۱۰۳۶۹     | بخش لواسانات، روستای سبوی کوچک                                                                              |         |
| ۳۸ | حمام محله ناران                                    | بارگذاری تصویر | صفویه                                | ۱۳۸۲-۰۷-۰۱ | ۱۰۳۷۴     | بخش لواسانات، روستای لواسان کوچک، محله ناران ۳۵°۴۹′۲۷″شمالی ۵۱°۳۹′۱۶″شرقی / ۳۵٫۸۲۴۲۱۲۲°شمالی ۵۱٫۶۵۴۴۵°شرقی  |         |
| ۳۹ | خانه آقای هومن                                     | بارگذاری تصویر | اوایل پهلوی دوم                      | ۱۳۸۲-۰۷-۰۱ | ۱۰۴۰۰     | بخش رودبار قصران، ضلع غربی شهر میگون                                                                        |         |
| ۴۰ | خانه سید روح‌الله خمینی                             |                | معاصر                                | ۱۳۷۶-۰۲-۱۵ | ۱۸۵۴      | خیابان شهید دکتر باهنر، جماران ۳۵°۴۹′۱۴″شمالی ۵۱°۲۷′۳۰″شرقی / ۳۵٫۸۲۰۶۵۸°شمالی ۵۱٫۴۵۸۲۱۹°شرقی                |         |
| ۴۱ | خانه نظام‌السلطان و درخت چنارک                      | بارگذاری تصویر | قاجاریه                              | ۱۳۷۷-۰۷-۲۱ | ۲۱۳۴      | لواسان کوچک، گلندوک                                                                                         |         |
| ۴۲ | خانه نیما یوشیج                                    |                | پهلوی                                | ۱۳۸۰-۰۹-۱۷ | ۴۶۰۳      | تجریش، خیابان دزاشیب، خیابان رمضانی، کوچه رهبری ۳۵°۴۸′۰۹″شمالی ۵۱°۲۶′۲۳″شرقی / ۳۵٫۸۰۲۴۶°شمالی ۵۱٫۴۳۹۶۲°شرقی |         |
| ۴۳ | عمارت باغ فردوس                                    | تصاویر بیشتر   | قاجاریه                              | ۱۳۷۶-۰۵-۱۱ | ۱۸۷۶      | خیابان ولیعصر، کوچه بخشایش                                                                                  |         |
| ۴۴ | قبرستان گبری خرسنگ یا پرسنگ                        | بارگذاری تصویر | هزاره ۲ و ۱ ق. م تا اواخر صفویه      | ۱۳۸۲-۰۷-۰۱ | ۱۰۳۵۹     | بخش لواسانات، روستای لواسان بزرگ                                                                            |         |
| ۴۵ | قلعه امامه                                         | بارگذاری تصویر | سلجوقیان به بعد                      | ۱۳۸۰-۰۷-۱۰ | ۳۹۷۲      | رودبار قصران                                                                                                |         |
| ۴۶ | قلعه باغ دره                                       | بارگذاری تصویر | هخامنش – ساسانی                      | ۱۳۸۲-۰۷-۰۱ | ۱۰۳۷۵     | ۵۰۰ متری شمال محله ناران                                                                                    |         |
| ۴۷ | قلعه سر بند یاساکا                                 | بارگذاری تصویر | قرن ۲ و ۳ ه‍.ق تا اوایل صفویه          | ۱۳۸۲-۰۷-۰۱ | ۱۰۳۷۲     | بخش لواسانات، روستای افجه                                                                                   |         |
| ۴۸ | قلعه کیقباد                                        | بارگذاری تصویر | قرن ۴ و ۵ ه‍.ق                         | ۱۳۸۲-۰۷-۰۱ | ۱۰۴۰۱     | بخش رودبار قصران، شمال غرب شهر میگون                                                                        |         |
| ۴۹ | قلعه کیقباد روستای ایگل                            | بارگذاری تصویر | قرن ۸ و ۹ ه‍.ق                         | ۱۳۸۲-۰۷-۰۱ | ۱۰۳۹۱     | بخش رودبار قصران، روستای ایگل                                                                               |         |
| ۵۰ | کاخ مظفری اوشان                                    | بارگذاری تصویر | قاجاریه                              | ۱۳۸۲-۰۷-۰۱ | ۱۰۳۹۰     | بخش رودبار قصران، شهر اوشان                                                                                 |         |
| ۵۱ | کاروانسرای چشمه دو برار                            | بارگذاری تصویر | صفویه                                | ۱۳۸۲-۰۷-۰۱ | ۱۰۳۵۷     | بخش لواسانات، روستای لواسان بزرگ                                                                            |         |
| ۵۲ | مجموعه کاخ موزه سعدآباد                            | تصاویر بیشتر   | قاجاریه تا معاصر                     | ۱۳۷۶-۱۰-۲۴ | ۱۹۵۷      | حد فاصل میدان دربند و تجریش ۳۵°۴۹′۰۰″شمالی ۵۱°۲۵′۲۷″شرقی / ۳۵٫۸۱۶۵۴°شمالی ۵۱٫۴۲۴۱۵°شرقی                     |         |
| ۵۳ | مجموعه کاخ نیاوران                                 | تصاویر بیشتر   | قاجاریه و پهلوی                      | ۱۳۷۷-۰۳-۰۶ | ۲۰۲۵      | خیابان نیاوران ۳۵°۴۸′۴۴″شمالی ۵۱°۲۸′۲۴″شرقی / ۳۵٫۸۱۲۲۱°شمالی ۵۱٫۴۷۳۴۵°شرقی                                  |         |
| ۵۴ | محوطه استل سومه وار                                | بارگذاری تصویر | تاریخی                               | ۱۳۸۲-۰۷-۰۱ | ۱۰۳۶۷     | بخش لواسانات، روستای نیکنام ده                                                                              |         |
| ۵۵ | محوطه امامزاده شاهچراغ                             | بارگذاری تصویر | تیموری                               | ۱۳۸۲-۰۷-۰۱ | ۱۰۳۹۸     | بخش رودبار قصران، روستای گرمابدر                                                                            |         |
| ۵۶ | محوطه سرقبر تاجین                                  | بارگذاری تصویر | هزاره ۱ ق. م – تاریخی                | ۱۳۸۲-۰۷-۰۱ | ۱۰۳۷۰     | بخش لواسانات، روستای سبوی کوچک                                                                              |         |
| ۵۷ | محوطه لو سرتخته                                    | بارگذاری تصویر | پارت و ساسانی                        | ۱۳۸۲-۰۷-۰۱ | ۱۰۳۹۹     | بخش رودبار قصران، روستای گرمابدر                                                                            |         |
| ۵۸ | مسجد جامع امام حسن عسگری                           | بارگذاری تصویر | قرن ۵ و ۶ ه‍.ق                         | ۱۳۸۲-۰۷-۰۱ | ۱۰۳۶۳     | بخش لواسانات، روستای لواسان بزرگ                                                                            |         |
| ۵۹ | مقبره امامزاده اسماعیل شمشک                        | بارگذاری تصویر | قاجاریه                              | ۱۳۸۷-۰۵-۲  | ۲۳۱۳۳     | بخش رودبار قصران، دهستان رودبار قصران، روستای شمشک                                                          |         |
| ۶۰ | ویلای نمازی                                        | بارگذاری تصویر | پهلوی دوم                            | ۱۳۸۶-۰۸-۲۲ | ۲۰۱۵۴     | شمیرانات، خ نیاوران، خ عمار، پ ۱۴                                                                           |         |
| ۶۱ | حمام دزاشیب                                        | بارگذاری تصویر | اواخر قاجار                          | ۱۳۹۵-۰۶-۷  | ۳۱۵۶۰     | تهران، منطقه ۱، خیابان دزاشیب، خیابان کریمی، کوچه سید کاوه علوی، جنب حسینیه دزاشیب، پلاک ۲                  |         |
| ۶۱ | محوطه باستانی موسی کش دشت لار شمیران               | بارگذاری تصویر |                                      |            |           | |         |
| ۶۲ | محوطه باستانی تنگ سفید آب شمیران                   | بارگذاری تصویر |                                      |            |           | |         |
| ۶۳ | رباط سنگی آبشار اول سفید آب دشت لار شمیران         | بارگذاری تصویر |                                      |            |           | |         |
| ۶۴ | رباط سنگی آبشار دوم سفید آب دشت لار شمیران         | بارگذاری تصویر |                                      |            |           | |         |
| ۶۵ | بقعه امامزاده اسماعیل                              | بارگذاری تصویر |                                      |            |           | |         |
| ۶۶ | قلعه آرو دشت لار شمیران                            | بارگذاری تصویر |                                      |            |           | |         |
| ۶۷ | عمارت قدیمی الهیه شهرستان شمیران                   | بارگذاری تصویر |                                      |            |           | |         |
| ۶۸ | خانه ییلاقی سردار اسعد پل رومی شمیرانات            | بارگذاری تصویر |                                      |            |           | |         |
| ۶۹ | محوطه زیارتگاه مقبره پیر جبار گرمابدر رودبار قصران | بارگذاری تصویر |                                      |            |           | |         |
|    | هتل شمشک                                           | بارگذاری تصویر |                                      | ۱۳۹۸-۰۶-۱۷ | ۳۲۶۱۴     | جاده اوشان فشم، شمشک                                                                                        | منبع:   |

## شهرری
| #  | نام                                      | تصویر          | قدمت                         | تاریخ ثبت  | شمارهٔ ثبت    | موقعیت | توضیحات     |
| -- | ---------------------------------------- | -------------- | ---------------------------- | ---------- | ------------ | --- | ----------- |
| ۱  | آتشکده و تپه میل                         | تصاویر بیشتر   | ساسانی                       | ۱۳۳۴-۱۱-۱۱ | ۴۰۷          | روستای قلعه نو |             |
| ۲  | آرامگاه رضاشاه                           | تصاویر بیشتر   | معاصر                        | ۱۳۵۵-۱۱-۲۰ | ۱۳۲۹         | زاویه بنای حضرت شاه عبدالعظیم | تخریب شد    |
| ۳  | آرامگاه مرحوم سید محمد طباطبایی          | بارگذاری تصویر | قاجاریه، ۱۳۰۰ ه‍.ق             | ۱۳۷۷-۰۵-۲۷ | ۲۰۹۷         | میدا۳۵°۳۵′۲۸″شمالی ۵۱°۲۶′۱۱″شرقی / ۳۵٫۵۹۱۲۳°شمالی ۵۱٫۴۳۶۳۳°شرقی                                                                                    |             |
| ۴  | آستانه حضرت عبدالعظیم                    | تصاویر بیشتر   | مغول – صفویه – قاجاریه       | ۱۳۳۴-۱۱-۱۱ | ۴۰۶          | انتهای بلوار آرامگاه ۳۵°۳۵′۰۹″شمالی ۵۱°۲۶′۰۸″شرقی / ۳۵٫۵۸۵۷۷°شمالی ۵۱٫۴۳۵۵۵°شرقی                                                                   |             |
| ۵  | آسیاب ری                                 | بارگذاری تصویر | قاجاریه                      | ۱۳۸۴-۰۵-۲۲ | ۱۳۳۶۰        | غرب محله زورآباد، خیابان شهید علی نواز، نبش کوچه آسیا                                                                                              |             |
| ۶  | امامزاده شعیب                            | بارگذاری تصویر | قاجاریه                      | ۱۳۷۹-۱۲-۲۵ | ۳۳۷۷ (پیوند) | روستای فیروزآباد |             |
| ۷  | مجموعهٔ امامزاده شعیب و تپه باستانی مجاور | بارگذاری تصویر | ایلخانی، تیموری، قاجاری      | ۱۳۸۴-۰۵-۲۲ | ۱۳۳۶۳        | بخش فشاپویه، روستای خمارآباد |             |
| ۸  | امامزاده عبدالله                         |                | صفویه – قاجاریه              | ۱۳۷۸-۰۲-۱۴ | ۲۳۱۳         | شهر ری، خیابان فدائیان اسلام ۳۵°۳۵′۵۰″شمالی ۵۱°۲۶′۱۰″شرقی / ۳۵٫۵۹۷۲۳°شمالی ۵۱٫۴۳۶۰۳°شرقی                                                           |             |
| ۹  | بازار شهرری                              |                | اواخر قاجار                  | ۱۳۷۶-۱۲-۰۲ | ۱۹۶۷         | جنب حرم حضرت عبدالعظیم ۳۵°۳۵′۱۴″شمالی ۵۱°۲۶′۰۹″شرقی / ۳۵٫۵۸۷۱۱°شمالی ۵۱٫۴۳۵۷۸°شرقی                                                                 |             |
| ۱۰ | برج مقبره موسوم به طغرل                  | تصاویر بیشتر   | قرن ۶ ه‍.ق                     | ۱۳۱۰-۱۰-۱۵ | ۱۴۷          | خیابان ابن بابویه، خیابان چشمه علی ۳۵°۳۶′۰۲″شمالی ۵۱°۲۶′۴۴″شرقی / ۳۵٫۶۰۰۶۵°شمالی ۵۱٫۴۴۵۴۹°شرقی                                                     |             |
| ۱۱ | بقعه ابن بابویه                          |                | قاجاریه                      | ۱۳۷۵-۱۰-۰۵ | ۱۸۱۶         | پل سیمان، خیابان ابن بابویه ۳۵°۳۶′۱۲″شمالی ۵۱°۲۶′۳۵″شرقی / ۳۵٫۶۰۳۲۹°شمالی ۵۱٫۴۴۳۱۵°شرقی                                                            |             |
| ۱۲ | بقعه جوانمرد قصاب                        |                | قاجاریه                      | ۱۳۷۷-۰۲-۱۰ | ۲۰۰۲         | بزرگراه شهید دستواره، سمت مقابل متروی جوانمرد قصاب ۳۵°۳۶′۲۷″شمالی ۵۱°۲۵′۳۳″شرقی / ۳۵٫۶۰۷۵۴°شمالی ۵۱٫۴۲۵۸۴°شرقی                                     |             |
| ۱۳ | تپه بیجین بالا                           | بارگذاری تصویر | اسلامی                       | ۱۳۸۴-۱۲-۱۶ | ۱۴۶۲۹        | ۱ کیلومتری جنوب روستای بیجین بالا |             |
| ۱۴ | تپه چشمه علی و قلعه                      |                | پیش از تاریخ تا اسلامی       | ۱۳۱۳-۰۱-۲۵ | ۲۰۲          | خیابان ابن بابویه، خیابان چشمه علی ۳۵°۳۶′۲۸″شمالی ۵۱°۲۶′۴۷″شرقی / ۳۵٫۶۰۷۹۱°شمالی ۵۱٫۴۴۶۵۱°شرقی                                                     |             |
| ۱۵ | تپه مرتضی گرد                            | بارگذاری تصویر | پیش از تاریخ                 | ۱۳۱۳-۰۴-۳۱ | ۲۱۴          | ۹ کیلومتری جنوب غربی تهران |             |
| ۱۶ | تپه‌های انیس‌آباد                          | بارگذاری تصویر | تاریخی                       | ۱۳۸۴-۱۲-۱۶ | ۱۴۶۲۸        | بخش فشافویه، روستای انیس‌آباد |             |
| ۱۷ | چال تلخان                                | بارگذاری تصویر | ساسانی                       | ۱۳۱۵-۰۳-۳۰ | ۲۵۵          | ۲۵ کیلومتری جنوب غربی تهران |             |
| ۱۸ | حمام حضرتی                               | بارگذاری تصویر | قاجاریه                      | ۱۳۸۴-۰۵-۲۲ | ۱۳۳۵۶        | خیابان حرم، نبش کوچه زراعی زنگنه، پلاک ۷۹ |             |
| ۱۹ | خانه ملک                                 | بارگذاری تصویر | قاجاریه                      | ۱۳۸۲-۰۷-۰۱ | ۱۰۴۰۷        | خیابان شهید فدائی، کوچه باغ ملک ۳۵°۳۵′۱۰″شمالی ۵۱°۲۵′۴۵″شرقی / ۳۵٫۵۸۶۲۲°شمالی ۵۱٫۴۲۹۲۳°شرقی                                                        |             |
| ۲۰ | عمارت بادگیردار قاجاری                   | بارگذاری تصویر | قاجاریه                      | ۱۳۸۴-۰۵-۲۲ | ۱۳۳۵۵        | بزرگراه شهید آوینی، خیابان شهید سیلسپور، پلاک ۱ |             |
| ۲۱ | قلعه گبری                                | بارگذاری تصویر | قبل از اسلام تا قرن ۳ و ۴ ه‍.ق | ۱۳۷۷-۰۱-۱۶ | ۱۹۸۲         | سه راه امین‌آباد، خیابان شهید مصطفی خمینی ۳۵°۳۵′۰۲″شمالی ۵۱°۲۷′۰۱″شرقی / ۳۵٫۵۸۳۷۸°شمالی ۵۱٫۴۵۰۴۰°شرقی                                               |             |
| ۲۲ | قلعه کاسنی ری                            | بارگذاری تصویر | سا سانی                      | ۱۳۸۶-۰۶-۲۸ | ۱۹۶۸۳        | جنوب شهر ری ، انتهای سمت چپ |             |
| ۲۳ | قلعه قاچاقاچ                             | بارگذاری تصویر | صفویه – قاجاریه              | ۱۳۸۷-۰۵-۲  | ۲۳۱۳۴        | بخش فشافویه، دهستان حسن‌آباد، فرودگاه بین‌المللی امام خمینی (ره)                                                                                     |             |
| ۲۴ | کارخانه قند کهریزک                       | بارگذاری تصویر | قاجاریه                      | ۱۳۸۰-۰۳-۳۰ | ۴۶۳۵         | روستای کهریزک |             |
| ۲۵ | کاروانسرای قاجاری                        | بارگذاری تصویر | قاجاریه                      | ۱۳۸۲-۰۵-۱۴ | ۹۴۹۳         | خیابان حضرتی، بر شمالی کوچه پاچنار ۳۵°۳۵′۱۷″شمالی ۵۱°۲۶′۱۴″شرقی / ۳۵٫۵۸۸۱۸°شمالی ۵۱٫۴۳۷۲۷°شرقی                                                     |             |
| ۲۶ | کاروانسرای کنار گرد                      | بارگذاری تصویر | زندیه                        | ۱۳۵۵-۱۰-۶  | ۱۳۴۲         | روستای حسن‌آباد ۳۵ کیلومتری جاده تهران – قم |             |
| ۲۷ | گورستان سلطنتی آل بویه و یرج نقارخانه    | بارگذاری تصویر | سلجوقی                       | ۱۳۱۳-۰۱-۲۵ | ۲۰۳          | شرق جاده ورامین، شمال شرقی شهرری |             |
| ۲۸ | محوطه باستانی طالب‌آباد                   | بارگذاری تصویر | ساسانی – قرون اولیه اسلامی   | ۱۳۸۴-۰۵-۲۲ | ۱۳۳۶۲        | بخش کهریزک، روستای طالب‌آباد |             |
| ۲۹ | مجوعه تپه‌های کهریزک                      | بارگذاری تصویر | هزاره ۱ ق. م                 | ۱۳۶۵-۰۲-۲۱ | ۱۷۱۲         | اراضی جنوبی دیوار بهشت زهرا |             |
| ۳۰ | مرکز شهر سلجوقی و دیالمه                 | بارگذاری تصویر | سلجوقی                       | ۱۳۱۳-۰۴-۳۱ | ۲۱۵          | شرق جاده ورامین، شمال شرقی شهرری |             |
| ۳۱ | مقبره بی‌بی شهربانو                       | بارگذاری تصویر | اسلامی                       | ۱۳۱۵-۰۳-۳۰ | ۲۵۶          | زرگراه تهران ـ ورامین، جاده امین آباد، جاده بی‌بی شهربانو، دامنه جنوبی کوه بی‌بی شهربانو ۳۵°۳۵′۱۶″شمالی ۵۱°۲۹′۲۱″شرقی / ۳۵٫۵۸۷۶۹°شمالی ۵۱٫۴۸۹۱۶°شرقی | سایر منابع: |
| ۳۲ | نقش برجسته چشمه علی                      |                | قاجاریه                      | ۱۳۷۸-۰۱-۰۹ | ۲۲۸۴         | خیابان چشمه علی، خیابان شهید تقوی نیا ۳۵°۳۶′۲۷″شمالی ۵۱°۲۶′۴۳″شرقی / ۳۵٫۶۰۷۵۹°شمالی ۵۱٫۴۴۵۱۶°شرقی                                                  |             |
| ۳۳ | باغ و عمارت امینی                        | بارگذاری تصویر | قاجار                        | ۱۳۹۶-۰۳-۲۲ | ۳۱۷۳۹        | شهرستان ری، جاده قدیم قم، شهر کهریزک، روبروی انبار بازرگانی (کارخانه قند قدیمی)                                                                    |             |
| ۳۴ | باغ و عمارت فخرالدوله                    | بارگذاری تصویر | قاجار                        | ۱۳۹۶-۰۳-۲۲ | ۳۱۷۴۰        | شهرری، جاده قدیم قم، شهر کهریزک، روبروی انبار بازرگانی (کارخانه قند قدیمی)                                                                         |             |
| ۳۵ | آب‌انبار آراد                             | بارگذاری تصویر |                              |            |              | |             |
| ۳۶ | آسیاب تاریخی دولت‌آبادی                   | بارگذاری تصویر |                              |            |              | |             |
| ۳۷ | بقعه هاجر خاتون                          | بارگذاری تصویر |                              |            |              | |             |
| ۳۸ | بقعه شاهزاده ابراهیم و شاهزاده اسحاق     | بارگذاری تصویر |                              |            |              | روستای آراد |             |
| ۳۹ | بقعه شیخ کلین                            | بارگذاری تصویر |                              |            |              | |             |
| ۴۰ | کاروانسرای دوقلو ری                      | بارگذاری تصویر |                              |            |              | |             |
| ۴۱ | کاروانسرای شاه عباسی ری                  | بارگذاری تصویر |                              |            |              | |             |
| ۴۲ | مقبره استاد حسین لرزاده شهر ری           | بارگذاری تصویر |                              |            |              | |             |
| ۴۳ | کلوان و آرامگاه امامزاده ابراهیم         | بارگذاری تصویر |                              |            |              | |             |
|    | کارخانه سیمان ری                         | تصاویر بیشتر   |                              | ۱۳۹۷-۰۹-۱۴ | ۳۲۷۲۳        | اتوبان امام علی، خیابان محمدی | منبع:       |

## شهریار
| #  | نام                     | تصویر          | قدمت                          | تاریخ ثبت  | شمارهٔ ثبت | موقعیت                                                                                | توضیحات |
| -- | ----------------------- | -------------- | ----------------------------- | ---------- | --------- | ------------------------------------------------------------------------------------- | ------- |
| ۱  | آتشکده تخت رستم         | بارگذاری تصویر | اشکانی – ساسانی               | ۱۳۱۶-۰۹-۲۹ | ۳۰۳       | بخش مرکزی                                                                             |         |
| ۲  | آق تپه امیریه شهریار    | بارگذاری تصویر | سلجوقی                        | ۱۳۸۲-۰۶-۱۱ | ۹۹۰۸      | بخش ملارد، روستای امیریه                                                              |         |
| ۳  | آق داشی تپه             | بارگذاری تصویر | هزاره اول ق. م                | ۱۳۸۲-۰۶-۱۱ | ۹۹۰۷      | بخش ملارد، روستای گمرگان                                                              |         |
| ۴  | امامزاده حضرتین         |                | قاجاریه                       | ۱۳۸۲-۱۱-۰۲ | ۱۰۷۹۹     | شرق شهر قدس، روستای پرنان                                                             |         |
| ۵  | امامزاده شاهزاده حمزه   | بارگذاری تصویر | قاجاریه                       | ۱۳۸۲-۰۶-۱۱ | ۹۹۰۱      | بخش ملارد، روستای شهرآباد                                                             |         |
| ۶  | امامزاده فرخنده خاتون   | بارگذاری تصویر | صفویه                         | ۱۳۸۲-۱۱-۰۲ | ۱۰۷۹۸     | روستای ویره                                                                           |         |
| ۷  | برج مقبره بابا محمود    | بارگذاری تصویر | اوایل دوره اسلامی، سلجوقی     | ۱۳۸۷-۱۲-۱۸ | ۲۵۳۷۵     | دهستان جوقین، روستای قصطانک، ابتدای شهر وحیده، جنوب محله قصطانک                       |         |
| ۸  | پل آبرسان بادامک        | بارگذاری تصویر | قاجاریه                       | ۱۳۸۲-۰۶-۱۱ | ۹۸۹۶      | بخش مرکزی، روستای بادامک                                                              |         |
| ۹  | پل آبرسان ورامینک       | بارگذاری تصویر | قاجاریه                       | ۱۳۸۲-۰۶-۱۱ | ۹۸۹۸      | بخش مرکزی، روستای ورامینک                                                             |         |
| ۱۰ | پل دختر بادامک          | بارگذاری تصویر | قاجاریه                       | ۱۳۸۲-۰۶-۱۱ | ۹۸۹۵      | بخش مرکزی، روستای بادامک                                                              |         |
| ۱۱ | تپه پیش از تاریخی ارسطو | بارگذاری تصویر | پیش از تاریخ                  | ۱۳۸۰-۰۶-۱۲ | ۳۷۹۳      | روستای ارسطو                                                                          |         |
| ۱۲ | تپه اسلامی ارسطو        | بارگذاری تصویر | پیش از تاریخ                  | ۱۳۷۹-۰۹-۰۵ | ۲۸۹۱      | بخش اشتهارد، روستای ارسطو                                                             |         |
| ۱۳ | تپه الورد               | بارگذاری تصویر | سلجوقی                        | ۱۳۸۲-۰۷-۰۱ | ۱۰۳۰۳     | بخش مرکزی، روستای الورد                                                               |         |
| ۱۴ | تپه بالابان             | بارگذاری تصویر | اسلامی                        | ۱۳۷۹-۱۲-۲۵ | ۳۵۰۳      | جنوب جاده شهریار به تهران                                                             |         |
| ۱۵ | تپه بالکی               | بارگذاری تصویر | هزاره ۱ تا ۳ ق. م             | ۱۳۵۶-۰۳-۱۶ | ۱۴۱۶      | روستای مهرچین                                                                         |         |
| ۱۶ | تپه حسین‌آباد            | بارگذاری تصویر | هزاره ۵و ۶ ق. م تا دوران صفوی | ۱۳۸۲-۰۷-۰۱ | ۱۰۳۰۵     | بخش ملارد، شرق دهستان بی بی سکینه، ماهدشت، اشتهارد                                    |         |
| ۱۷ | تپه حصار سالپوش         | بارگذاری تصویر | هزاره اول ق. م                | ۱۳۸۲-۰۶-۱۱ | ۹۹۰۵      | بخش ملارد، روستای حصار سالپوش                                                         |         |
| ۱۸ | تپه حصارک غفاری         | بارگذاری تصویر | تاریخی – اسلامی               | ۱۳۷۹-۱۲-۲۵ | ۳۵۰۵      | روستای حصارک غفاری                                                                    |         |
| ۱۹ | تپه باستانی فردوس       | بارگذاری تصویر | سلجوقی                        | ۱۳۷۹-۰۹-۵  | ۲۸۹۲      | جاده رباط کریم – شهریار، فردوسیه                                                      |         |
| ۲۰ | تپه باستانی وسطر        | بارگذاری تصویر | اسلامی                        | ۱۳۷۹-۰۹-۵  | ۲۸۸۴      | شمال شاهد شهر                                                                         |         |
| ۲۱ | تپه باستانی جوقین       | بارگذاری تصویر | تاریخی                        | ۱۳۷۹-۰۹-۵  | ۲۸۸۹      | وحیدیه، روبروی شهرداری                                                                |         |
| ۲۲ | تپه باستانی خاتون لر    | بارگذاری تصویر | اسلامی                        | ۱۳۷۹-۰۹-۵  | ۲۸۸۵      | صفا دشت، روستای خاتونلر                                                               |         |
| ۲۳ | تپه باستانی شیرین‌آباد   | بارگذاری تصویر | اسلامی                        | ۱۳۷۹-۰۹-۵  | ۲۸۹۰      | روستای بید گنه                                                                        |         |
| ۲۴ | تپه سلیمان              | بارگذاری تصویر | اسلامی                        | ۱۳۷۹-۱۱-۷  | ۳۱۰۵      | صفا دشت، روستای سلیمان ۳۵°۴۲′۵۸″شمالی ۵۱°۲۸′۳۶″شرقی / ۳۵٫۷۱۶۲۲۲۹°شمالی ۵۱٫۴۷۶۶۳۴°شرقی |         |
| ۲۵ | تپه خاوه                | بارگذاری تصویر | سلجوقی                        | ۱۳۸۲-۰۶-۱۱ | ۹۹۰۹      | بخش مرکزی، روستای خاوه                                                                |         |
| ۲۶ | تپه دکین                | بارگذاری تصویر | سلجوقی                        | ۱۳۸۳-۰۵-۱۷ | ۱۱۰۴۳     | بخش ملارد، روستای دکین                                                                |         |
| ۲۷ | تپه ده مویز             | بارگذاری تصویر | سلجوقی                        | ۱۳۸۲-۰۷-۰۱ | ۱۰۳۰۶     | بخش مرکزی، روستای ده مویز                                                             |         |
| ۲۸ | تپه فرارت               | بارگذاری تصویر | اسلامی                        | ۱۳۷۹-۱۲-۲۵ | ۳۱۰۸      | روستای فرارت                                                                          |         |
| ۲۹ | تپه قلعه دکین           | بارگذاری تصویر | سلجوقی                        | ۱۳۸۲-۰۶-۱۱ | ۹۹۰۳      | بخش ملارد، روستای دکین                                                                |         |
| ۳۰ | تپه گاومیش خانه         | بارگذاری تصویر | هزاره ۵ و ۶ ق. م              | ۱۳۸۲-۰۷-۰۱ | ۱۰۳۰۸     | بخش ملارد، روستای یوسف‌آباد                                                            |         |
| ۳۱ | تپه نصیرآباد            | بارگذاری تصویر | سلجوقی                        | ۱۳۸۲-۰۷-۰۱ | ۱۰۳۰۷     | بخش مرکزی، روستای نصیرآباد                                                            |         |
| ۳۲ | ترپاق تپه               | بارگذاری تصویر | پیش از اسلام                  | ۱۳۸۲-۰۷-۰۱ | ۱۰۳۰۲     | بخش مرکزی، روستای ترپاق تپه                                                           |         |
| ۳۳ | تپه سینک                | بارگذاری تصویر | هزاره ۱ ق. م                  | ۱۳۸۷-۰۸-۲۵ | ۲۳۸۷۱     | بخش مرکزی، دهستان فردوس، روستای خاوه، بلوار امام خمینی، پشت کارواش                    |         |
| ۳۴ | تپه کاووسیه             | بارگذاری تصویر | پیش از تاریخ هزاره ۳ و ۴ ق. م | ۱۳۸۷-۰۸-۲۵ | ۲۳۸۷۳     | بخش قدس، شهر قدس ، انتهای بلوار کاووسیه، داخل باغ ماهان                               |         |
| ۳۵ | حمام دهک                | بارگذاری تصویر | قاجاریه                       | ۱۳۸۲-۱۱-۰۲ | ۱۰۷۹۶     | بخش ملارد، روستای دهک                                                                 |         |
| ۳۶ | زال تپه                 | بارگذاری تصویر | پیش از اسلام، سلجوقی          | ۱۳۸۲-۰۷-۰۱ | ۱۰۳۰۴     | بخش ملارد، روستای کوشکک                                                               |         |
| ۳۷ | سلبی تپه شهریار         | بارگذاری تصویر | هزاره ۱ ق. م                  | ۱۳۸۲-۰۶-۱۱ | ۹۹۰۶      | بخش ملارد، روستای گمرگان                                                              |         |
| ۳۸ | شاخ تپه                 | بارگذاری تصویر | سلجوقی                        | ۱۳۸۳-۰۵-۱۷ | ۱۱۰۴۴     | بخش ملارد، روستای یوسف‌آباد                                                            |         |
| ۳۹ | قلعه ارغش‌آباد           | بارگذاری تصویر | قاجاریه                       | ۱۳۸۲-۱۱-۰۲ | ۱۰۷۹۵     | بخش ملارد، روستای ارغش‌آباد                                                            |         |
| ۴۰ | قلعه پامپوخلی           | بارگذاری تصویر | اسلامی، صفوی                  | ۱۳۸۲-۰۶-۱۱ | ۹۹۰۴      | ۱ کیلومتری شرق روستای محمودآباد، جنوب جاده منتهی به رودشور                            |         |
| ۴۱ | قلعه دهشاد              | بارگذاری تصویر | قاجاریه                       | ۱۳۸۲-۰۶-۱۱ | ۹۹۰۰      | بخش مرکزی، روستای دهشاد پائین                                                         |         |
| ۴۲ | قلعه فرامرز             | بارگذاری تصویر | قاجاریه                       | ۱۳۸۲-۱۱-۰۲ | ۱۰۷۹۷     | بخش ملارد، روستای خوشنام                                                              |         |
| ۴۳ | قره تپه                 | بارگذاری تصویر | هزاره ۴، ۵ ق. م               | ۱۳۷۷-۱۰-۲۷ | ۲۲۵۶      | جنوب شرق شهریار                                                                       |         |
| ۴۴ | قلعه قجیر شهریار        | بارگذاری تصویر | سلجوقیان                      | ۱۳۸۲-۰۶-۱۱ | ۹۸۹۹      | بخش ملارد، روستای قجیر                                                                |         |
| ۴۵ | محوطه بابا سلمان        | بارگذاری تصویر | عصر آهن – تاریخی              | ۱۳۸۲-۰۶-۱۱ | ۹۸۹۷      | بخش مرکزی، روستای بابا سلمان                                                          |         |
| ۴۶ | نقوش صخره‌ای کفترلو      | بارگذاری تصویر | اسلامی                        | ۱۳۸۲-۰۶-۱۱ | ۹۹۰۲      | بخش ملارد، روستای دولت‌آباد                                                            |         |
| ۴۷ | امامزاده محمد جوقین     | بارگذاری تصویر |                               |            |           |                                                                                       |         |
| ۴۸ | حمام قدیمی شهر قدس      | بارگذاری تصویر |                               |            |           |                                                                                       |         |
| ۴۹ | تپه رزکان               | بارگذاری تصویر |                               |            |           |                                                                                       |         |
| ۵۰ | تپه باستانی کوشکک       | بارگذاری تصویر |                               |            |           |                                                                                       |         |
| ۵۱ | قلعه زرین‌آباد           | بارگذاری تصویر |                               |            |           |                                                                                       |         |
| ۵۲ | تپه رامین               | بارگذاری تصویر |                               |            |           |                                                                                       |         |
| ۵۳ | حمام قدیمی روستای شش    | بارگذاری تصویر |                               |            |           |                                                                                       |         |
| ۵۴ | تپه خاکی شهریار         | بارگذاری تصویر |                               |            |           |                                                                                       |         |
| ۵۵ | آق تپه روستای شش        | بارگذاری تصویر |                               |            |           |                                                                                       |         |
| ۵۶ | محوطه دهشاد             | بارگذاری تصویر |                               |            |           |                                                                                       |         |

## فیروزکوه
| #  | نام                                      | تصویر          | قدمت                  | تاریخ ثبت  | شمارهٔ ثبت | موقعیت                                 | توضیحات     |
| -- | ---------------------------------------- | -------------- | --------------------- | ---------- | --------- | -------------------------------------- | ----------- |
| ۱  | امامزادگان ۱۲ تن                         | بارگذاری تصویر | اسلامی                | ۱۳۸۱-۰۷-۰۷ | ۶۳۵۲      | بخش ارجمند، روستای ارجمند              |             |
| ۲  | امامزادگان حسن رضا و حسین رضا            | بارگذاری تصویر | تیموری                | ۱۳۸۰-۱۲-۱۹ | ۴۹۰۹      | بخش ارجمند، روستای کمند                |             |
| ۳  | امامزادگان عبدالله، عبدالقهار، عبدالجبار | بارگذاری تصویر | صفویه – قاجاریه       | ۱۳۷۹-۰۹-۲۰ | ۲۹۲۷      | دهستان پشتکوه، روستای پیرده            |             |
| ۴  | امامزادگان محمد و احمد                   | بارگذاری تصویر | قرن ۷ و ۸ ه‍.ق          | ۱۳۸۱-۰۷-۰۷ | ۶۳۵۰      | بخش ارجمند، روستای ارجمند              |             |
| ۵  | امامزاده احمد و محمد                     | بارگذاری تصویر | قرن ۸ ه‍.ق              | ۱۳۷۹-۰۹-۲۰ | ۲۹۳۵      | روستای طارس                            |             |
| ۶  | امامزاده بی‌بی حلیمه خاتون                | بارگذاری تصویر | اسلامی                | ۱۳۸۰-۱۲-۲۵ | ۵۶۷۸      | بخش ارجمند، روستای شادمهن              |             |
| ۷  | امامزاده جعفر                            | بارگذاری تصویر | قاجاریه (بازسازی شده) | ۱۳۸۰-۰۲-۲۵ | ۳۸۳۲      | بخش ارجمند، روستای مرزداران            |             |
| ۸  | امامزاده جعفر                            | بارگذاری تصویر | قرن ۷ و ۸ ه‍.ق          | ۱۳۸۱-۰۷-۰۷ | ۶۳۳۵      | بخش ارجمند، روستای نجفدر               |             |
| ۹  | امامزاده چهارده تن                       | بارگذاری تصویر | قاجار                 | ۱۳۸۰-۰۲-۲۵ | ۳۸۲۹      | روستای درده                            |             |
| ۱۰ | امامزاده سلطان ابراهیم رضا               | بارگذاری تصویر | قرن ۷ و ۸ ه‍.ق          | ۱۳۸۱-۰۷-۰۷ | ۶۳۴۷      | بخش ارجمند، روستای آسور                |             |
| ۱۱ | امامزاده سلطان محمدرضا                   | بارگذاری تصویر | قرن ۷ و ۸ ه‍.ق          | ۱۳۸۱-۰۷-۰۷ | ۶۳۴۵      | بخش ارجمند، روستای زرمان               |             |
| ۱۲ | امامزاده سید اسماعیل                     | بارگذاری تصویر | قرن ۷ و ۸ ه‍.ق          | ۱۳۸۱-۰۷-۰۷ | ۶۳۴۰      | بخش مرکزی، روستای اندور                |             |
| ۱۳ | امامزاده سید مظفرالدین ابن موسی          | بارگذاری تصویر | قرن ۷ و ۸ ه‍.ق          | ۱۳۸۱-۰۷-۰۷ | ۶۳۴۱      | بخش ارجمند، روستای دشتان               |             |
| ۱۴ | امامزاده شاه طاهر                        | بارگذاری تصویر | صفویه                 | ۱۳۸۱-۰۷-۰۷ | ۶۳۴۲      | بخش مرکزی، روستای نام‌آور               |             |
| ۱۵ | امامزاده عبدالله                         | بارگذاری تصویر | اسلامی                | ۱۳۸۰-۱۲-۲۵ | ۵۶۹۳      | بخش ارجمند، روستای شادمهن              |             |
| ۱۶ | امامزاده عبدالله                         | بارگذاری تصویر | قرن ۷ و ۸ ه‍.ق          | ۱۳۸۱-۰۷-۰۷ | ۶۳۴۹      | بخش ارجمند، روستای انزاها              |             |
| ۱۷ | امامزاده عبدالله و شاهزاده مریم          | بارگذاری تصویر | قرن ۵ و ۶ ه‍.ق          | ۱۳۸۰-۰۳-۳۰ | ۴۴۰۳      | روستای سیاه ده                         | سایر منابع: |
| ۱۸ | امامزاده عسگری                           | بارگذاری تصویر | قاجاریه               | ۱۳۷۹-۱۰-۲۸ | ۲۹۶۴      | روستای دهین                            |             |
| ۱۹ | امامزاده معصوم                           | بارگذاری تصویر | قرن ۷و ۸ ه‍.ق           | ۱۳۸۱-۰۷-۰۷ | ۶۳۵۱      | بخش ارجمند، روستای لزور                |             |
| ۲۰ | امامزادگان معصوم سلیمان و بی‌بی           | بارگذاری تصویر | اسلامی                | ۱۳۸۰-۰۳-۰۸ | ۳۸۹۲      | روستای جلیزجند                         | سایر منابع: |
| ۲۱ | امامزاده یحیی                            | بارگذاری تصویر | اسلامی                | ۱۳۸۰-۱۲-۲۵ | ۵۶۹۴      | بخش مرکزی، روستای هرانده               |             |
| ۲۲ | برج روستای مزاران                        | بارگذاری تصویر | قرن ۷ و ۸ ه‍.ق          | ۱۳۸۰-۰۲-۲۵ | ۳۸۳۴      | روستای مرزداران                        |             |
| ۲۳ | برج سنگی جنوبی روستای گذرخانی            | بارگذاری تصویر | قرن ۵ و ۶ ه‍.ق          | ۱۳۸۱-۰۷-۰۷ | ۶۳۴۸      | بخش ارجمند، روستای گذرخانی             |             |
| ۲۴ | برج سنگی شمالی روستای گذرخانی            | بارگذاری تصویر | قرن ۵ و ۶ ه‍.ق          | ۱۳۸۰-۰۹-۰۵ | ۴۴۰۹      | بخش ارجمند، روستای گذر خانی            |             |
| ۲۵ | برج سنگی میانی روستای گذرخانی            | بارگذاری تصویر | قرن ۵ و ۶ ه‍.ق          | ۱۳۸۰-۰۹-۰۵ | ۴۴۰۸      | روستای گذر خانی                        |             |
| ۲۶ | بقعه درویش ابراهیم یقین                  | بارگذاری تصویر | قرن ۶ و ۷ ه‍.ق          | ۱۳۸۰-۰۹-۰۵ | ۴۴۰۷      | روستای نجف در                          |             |
| ۲۷ | بنای تاریخی کبوتر دره                    | بارگذاری تصویر | سلجوقیان              | ۱۳۸۱-۰۷-۰۷ | ۶۳۴۶      | بخش ارجمند، روستای کبوتردره            |             |
| ۲۸ | بنای چهارطاقی سیمین دشت                  | بارگذاری تصویر | قرن ۳ و ۴ ه‍.ق          | ۱۳۸۰-۳-۳۰  | ۴۴۰۴      | روستای حصار بن                         |             |
| ۲۹ | بنای گور گنبد                            | بارگذاری تصویر | قرن ۷ و ۸ ه‍.ق          | ۱۳۷۹-۱۲-۲۵ | ۳۵۰۲      | ۲۰۰ متری جنوب راه‌آهن فیروزکوه          |             |
| ۳۰ | بیمارستان قدیمی فیروزکوه                 | بارگذاری تصویر | پهلوی                 | ۱۳۸۴-۰۴-۳۰ | ۱۲۲۸۲     | مرکز شهر، ایستگاه راه‌آهن               |             |
| ۳۱ | پل تاریخی فیروزکوه                       | بارگذاری تصویر | پهلوی اول             | ۱۳۷۹-۰۹-۲۰ | ۲۹۳۸      | مجاور رودخانه جلگه رود                 |             |
| ۳۲ | تپه ارود                                 | بارگذاری تصویر | پیش از اسلام          | ۱۳۸۰-۱۲-۱۹ | ۴۹۱۱      | بخش مرکزی، روستای ارو                  |             |
| ۳۳ | تپه روستای سلهبن                         | بارگذاری تصویر | پیش از تاریخ          | ۱۳۸۰-۱۲-۱۹ | ۴۹۱۴      | روستای سله بن                          |             |
| ۳۴ | تپه سرتپه یا کله منار                    | بارگذاری تصویر | پیش از تاریخ          | ۱۳۸۱-۰۲-۲۵ | ۳۸۳۶      | ۳۰۰ م غرب شهر                          |             |
| ۳۵ | تپه قلعه روستای سیاده                    | بارگذاری تصویر | سلجوقیی یا صفوی       | ۱۳۸۰-۱۲-۱۹ | ۴۹۱۰      | ۶ کیلومتری جاده فیروزکوه به سمنان      |             |
| ۳۶ | تپه قلعه کهنه دیر                        | بارگذاری تصویر | تاریخی – اسلامی       | ۱۳۸۰-۰۲-۲۵ | ۳۸۳۵      | روستای پیرده و درده                    |             |
| ۳۷ | تپه‌های گور سفید                          | بارگذاری تصویر | پیش از اسلام          | ۱۳۸۰-۱۲-۱۹ | ۴۹۱۳      | بخش مرکزی، روستای گور سفید             |             |
| ۳۸ | حجاریهای تنگ واشی                        | تصاویر بیشتر   | قرن ۱۳ ه‍.ق             | ۱۳۵۳-۱۲-۳  | ۱۰۲۵      | بخش فیروزکوه                           |             |
| ۳۹ | حمام روستای فرح‌آباد                      | بارگذاری تصویر | صفویه                 | ۱۳۸۴-۱۲-۱۶ | ۱۴۶۴۰     | بخش مرکزی، روستای فرح‌آباد              |             |
| ۴۰ | حمام قدیمی                               | بارگذاری تصویر | قاجاریه               | ۱۳۸۱-۰۷-۰۷ | ۶۳۴۴      | بخش ارجمند، روستای آسور                |             |
| ۴۱ | حمام قدیمی روستای زرمان                  | بارگذاری تصویر | قاجاریه               | ۱۳۸۱-۰۷-۰۷ | ۶۳۳۸      | بخش ارجمند، روستای زرمان               |             |
| ۴۲ | حمام مزداران                             | بارگذاری تصویر | قاجاریه               | ۱۳۸۰-۰۳-۰۸ | ۳۸۹۱      | روستای مزداران                         |             |
| ۴۳ | خانه تاریخی روستای مزداران               | بارگذاری تصویر | قاجاریه               | ۱۳۸۲-۰۲-۰۹ | ۸۵۲۱      | روستای مزداران                         |             |
| ۴۴ | رباط سنگی امین‌آباد                       |                | صفویه                 | ۱۳۷۹-۰۹-۲۰ | ۲۹۳۹      | روستای امین‌آباد                        |             |
| ۴۵ | رباط سنگی سرچمن                          | بارگذاری تصویر | صفویه                 | ۱۳۸۰-۳-۳۰  | ۴۴۰۶      | راه‌آهن سراسری                          |             |
| ۴۶ | رباط‌های شاه عباسی                        | بارگذاری تصویر | صفویه                 | ۱۳۸۱-۰۷-۰۷ | ۶۳۵۴      | بخش ارجمند، روستای کهریز               |             |
| ۴۷ | سرخ قلعه سرانزاء                         | بارگذاری تصویر | ساسانی                | ۱۳۷۹-۰۹-۲۰ | ۲۹۳۱      | روستای سرانزا                          |             |
| ۴۸ | عمارت تاریخی کبوتر دره                   | بارگذاری تصویر | صفویه                 | ۱۳۸۰-۰۹-۰۵ | ۴۴۰۲      | بخش ارجمند، ۱۴۱ کیلومتری راه‌آهن سراسری |             |
| ۴۹ | غار بورنیک                               | بارگذاری تصویر | تاریخی                | ۱۳۸۱-۰۷-۰۷ | ۶۳۳۷      | بخش مرکزی، روستای هرانده               |             |
| ۵۰ | قدمگاه حضرت خضرنبی                       | بارگذاری تصویر | قرن ۳ و ۴ ه‍.ق          | ۱۳۸۱-۰۷-۰۷ | ۶۳۴۳      | بخش ارجمند، روستای ورسخواران           |             |
| ۵۱ | قلعه باباریش                             | بارگذاری تصویر | اسلامی                | ۱۳۸۰-۰۲-۲۵ | ۳۸۳۳      | بخش ارجمند، روستای مزداران             |             |
| ۵۲ | قلعه باستان گذرخانی                      | بارگذاری تصویر | هخامنش                | ۱۳۸۱-۰۷-۰۷ | ۶۳۳۹      | بخش ارجمند، روستای گذرخانی             |             |
| ۵۳ | قلعه تلی جاره                            | بارگذاری تصویر | اسلامی                | ۱۳۸۰-۱۲-۱۹ | ۴۹۱۲      | روستای گذر خانی                        |             |
| ۵۴ | قلعه فیروزکوه                            | بارگذاری تصویر | قرن ۶ و ۷ ه‍.ق          | ۱۳۸۰-۰۲-۲۵ | ۳۸۳۱      | مرکز شهر                               |             |
| ۵۵ | قلعه قلدوش روستای لزور                   | بارگذاری تصویر | قرن ۵ و ۶ ه‍.ق          | ۱۳۸۱-۰۷-۰۷ | ۶۳۳۶      | بخش ارجمند، روستای لزور                |             |
| ۵۶ | قلعه لاجورد                              | بارگذاری تصویر | اسلامی                | ۱۳۸۰-۰۹-۰۵ | ۴۴۱۰      | بخش مرکزی، روستای سرانزا               |             |
| ۵۷ | قلعه و تپه پیرکمر                        | بارگذاری تصویر | هزاره ۲ ق. م تا صفویه | ۱۳۸۰-۰۹-۰۵ | ۴۴۰۵      | ۵–۳ کیلومتری شرق شهرستان فیروز کوه     |             |
| ۵۸ | کاروانسرای گدوک                          | بارگذاری تصویر | صفوی                  | ۱۳۷۹-۷-۱۶  | ۲۷۹۵      | بخش مرکزی، دهستان پشتکوه، روستای گدوک  |             |
| ۵۹ | گرد تپه ارو                              | بارگذاری تصویر | تاریخی – اسلامی       | ۱۳۸۰-۰۲-۲۵ | ۳۸۳۷      | روستای ارو                             |             |
| ۶۰ | گنبد گبری طارس                           | بارگذاری تصویر | قرن ۷ و ۸ ه‍.ق          | ۱۳۷۹-۰۹-۲۰ | ۲۹۳۶      | روستای طارس                            |             |
| ۶۱ | مجموعه بناهای محمودآباد                  | بارگذاری تصویر | اوایل قاجاریه         | ۱۳۸۱-۰۷-۰۷ | ۶۳۵۳      | بخش ارجمند، روستای سیمین دشت           |             |
| ۶۲ | قلعه ضحاک روستای آب باریک                | بارگذاری تصویر |                       |            |           |                                        |             |
| ۶۳ | امامزاده یحیی و عبدالله                  | بارگذاری تصویر |                       |            |           | روستای مزداران                         |             |
| ۶۵ | امامزاده بی‌بی روستای اندرود              | بارگذاری تصویر |                       |            |           | روستای اندورد                          |             |
| ۶۶ | رباط شاه عباسی روستای گچه                | بارگذاری تصویر |                       |            |           |                                        |             |
| ۶۷ | قلعه باستانی روستای سیاده                | بارگذاری تصویر |                       |            |           |                                        |             |
| ۶۸ | حمام قدیمی روستای درده                   | بارگذاری تصویر |                       |            |           |                                        |             |
| ۶۹ | کاروانسرای دیر گچین                      | بارگذاری تصویر |                       |            |           |                                        |             |
| ۷۰ | برج سنگی روستای مهاباد                   | بارگذاری تصویر |                       |            |           |                                        |             |
| ۷۱ | مجموعه بناهای تاریخی بادرود              | بارگذاری تصویر |                       |            |           |                                        |             |